# Liste des planètes mineures (18001-19000)
Voici la liste des planètes mineures numérotées de 18001 à 19000. Les planètes mineures sont numérotées lorsque leur orbite est confirmée, ce qui peut parfois se produire longtemps après leur découverte. Elles sont classées ici par leur numéro et donc approximativement par leur date de découverte.

## 18001-18100
| Nom                     | Désignation provisoire | Date de la découverte | Découvreur      |
| ----------------------- | ---------------------- | --------------------- | --------------- |
| (18001) 1999 JY83       | 1999 JY83              | 12 mai 1999           | LINEAR          |
| (18002) 1999 JJ84       | 1999 JJ84              | 12 mai 1999           | LINEAR          |
| (18003) 1999 JU84       | 1999 JU84              | 13 mai 1999           | LINEAR          |
| (18004) Krystosek       | 1999 JD86              | 12 mai 1999           | LINEAR          |
| (18005) 1999 JD91       | 1999 JD91              | 12 mai 1999           | LINEAR          |
| (18006) 1999 JE94       | 1999 JE94              | 12 mai 1999           | LINEAR          |
| (18007) 1999 JK97       | 1999 JK97              | 12 mai 1999           | LINEAR          |
| (18008) 1999 JV99       | 1999 JV99              | 12 mai 1999           | LINEAR          |
| (18009) Patrickgeer     | 1999 JP100             | 12 mai 1999           | LINEAR          |
| (18010) 1999 JQ100      | 1999 JQ100             | 12 mai 1999           | LINEAR          |
| (18011) 1999 JQ113      | 1999 JQ113             | 13 mai 1999           | LINEAR          |
| (18012) Marsland        | 1999 JM114             | 13 mai 1999           | LINEAR          |
| (18013) Shedletsky      | 1999 JS114             | 13 mai 1999           | LINEAR          |
| (18014) 1999 JC121      | 1999 JC121             | 13 mai 1999           | LINEAR          |
| (18015) Semenkovich     | 1999 JD121             | 13 mai 1999           | LINEAR          |
| (18016) Grondahl        | 1999 JU122             | 13 mai 1999           | LINEAR          |
| (18017) 1999 JC124      | 1999 JC124             | 14 mai 1999           | LINEAR          |
| (18018) 1999 JR125      | 1999 JR125             | 10 mai 1999           | LINEAR          |
| (18019) Dascoli         | 1999 JJ126             | 13 mai 1999           | LINEAR          |
| (18020) Amend           | 1999 JT126             | 13 mai 1999           | LINEAR          |
| (18021) Waldman         | 1999 JH127             | 13 mai 1999           | LINEAR          |
| (18022) Pepper          | 1999 JN127             | 13 mai 1999           | LINEAR          |
| (18023) 1999 JQ129      | 1999 JQ129             | 12 mai 1999           | LINEAR          |
| (18024) Dobson          | 1999 KK4               | 20 mai 1999           | J. M. Roe       |
| (18025) 1999 KF5        | 1999 KF5               | 18 mai 1999           | Spacewatch      |
| (18026) Juliabaldwin    | 1999 KG13              | 18 mai 1999           | LINEAR          |
| (18027) Gokcay          | 1999 KL14              | 18 mai 1999           | LINEAR          |
| (18028) Ramchandani     | 1999 KO14              | 18 mai 1999           | LINEAR          |
| (18029) 1999 KA16       | 1999 KA16              | 21 mai 1999           | LINEAR          |
| (18030) 1999 LX4        | 1999 LX4               | 8 juin 1999           | LINEAR          |
| (18031) 1999 LO14       | 1999 LO14              | 9 juin 1999           | LINEAR          |
| (18032) Geiss           | 1999 MG1               | 20 juin 1999          | LONEOS          |
| (18033) 1999 NR4        | 1999 NR4               | 14 juillet 1999       | T. Stafford     |
| (18034) 1999 NF6        | 1999 NF6               | 13 juillet 1999       | LINEAR          |
| (18035) 1999 NJ7        | 1999 NJ7               | 13 juillet 1999       | LINEAR          |
| (18036) 1999 ND26       | 1999 ND26              | 14 juillet 1999       | LINEAR          |
| (18037) 1999 NA38       | 1999 NA38              | 14 juillet 1999       | LINEAR          |
| (18038) 1999 NR48       | 1999 NR48              | 13 juillet 1999       | LINEAR          |
| (18039) 1999 ND49       | 1999 ND49              | 13 juillet 1999       | LINEAR          |
| (18040) 1999 NC60       | 1999 NC60              | 13 juillet 1999       | LINEAR          |
| (18041) 1999 RX13       | 1999 RX13              | 7 septembre 1999      | LINEAR          |
| (18042) 1999 RF27       | 1999 RF27              | 7 septembre 1999      | LINEAR          |
| (18043) Laszkowska      | 1999 RQ54              | 7 septembre 1999      | LINEAR          |
| (18044) 1999 RS89       | 1999 RS89              | 7 septembre 1999      | LINEAR          |
| (18045) 1999 RR100      | 1999 RR100             | 8 septembre 1999      | LINEAR          |
| (18046) 1999 RN116      | 1999 RN116             | 9 septembre 1999      | LINEAR          |
| (18047) 1999 RP145      | 1999 RP145             | 9 septembre 1999      | LINEAR          |
| (18048) 1999 RG170      | 1999 RG170             | 9 septembre 1999      | LINEAR          |
| (18049) 1999 RX195      | 1999 RX195             | 8 septembre 1999      | LINEAR          |
| (18050) 1999 RS196      | 1999 RS196             | 8 septembre 1999      | LINEAR          |
| (18051) 1999 RU196      | 1999 RU196             | 8 septembre 1999      | LINEAR          |
| (18052) 1999 RV199      | 1999 RV199             | 8 septembre 1999      | LINEAR          |
| (18053) 1999 RU208      | 1999 RU208             | 8 septembre 1999      | LINEAR          |
| (18054) 1999 SW7        | 1999 SW7               | 29 septembre 1999     | LINEAR          |
| (18055) Fernhildebrandt | 1999 TJ13              | 11 octobre 1999       | G. Hug, G. Bell |
| (18056) 1999 TV15       | 1999 TV15              | 11 octobre 1999       | S. Sposetti     |
| (18057) 1999 VK10       | 1999 VK10              | 9 novembre 1999       | T. Kobayashi    |
| (18058) 1999 XY129      | 1999 XY129             | 12 décembre 1999      | LINEAR          |
| (18059) Cavalieri       | 1999 XL137             | 15 décembre 1999      | P. G. Comba     |
| (18060) Zarex           | 1999 XJ156             | 8 décembre 1999       | LINEAR          |
| (18061) 1999 XH179      | 1999 XH179             | 10 décembre 1999      | LINEAR          |
| (18062) 1999 XY187      | 1999 XY187             | 12 décembre 1999      | LINEAR          |
| (18063) 1999 XW211      | 1999 XW211             | 13 décembre 1999      | LINEAR          |
| (18064) 1999 XY242      | 1999 XY242             | 13 décembre 1999      | CSS             |
| (18065) 2000 AM41       | 2000 AM41              | 3 janvier 2000        | LINEAR          |
| (18066) 2000 AR79       | 2000 AR79              | 5 janvier 2000        | LINEAR          |
| (18067) 2000 AB98       | 2000 AB98              | 4 janvier 2000        | LINEAR          |
| (18068) 2000 AF184      | 2000 AF184             | 7 janvier 2000        | LINEAR          |
| (18069) 2000 AS199      | 2000 AS199             | 9 janvier 2000        | LINEAR          |
| (18070) 2000 AC205      | 2000 AC205             | 13 janvier 2000       | K. Korlević     |
| (18071) 2000 BA27       | 2000 BA27              | 30 janvier 2000       | LINEAR          |
| (18072) 2000 CL71       | 2000 CL71              | 7 février 2000        | LINEAR          |
| (18073) 2000 CB82       | 2000 CB82              | 4 février 2000        | LINEAR          |
| (18074) 2000 DW         | 2000 DW                | 24 février 2000       | T. Kobayashi    |
| (18075) Donasharma      | 2000 DD5               | 28 février 2000       | LINEAR          |
| (18076) 2000 DV59       | 2000 DV59              | 29 février 2000       | LINEAR          |
| (18077) Dianeingrao     | 2000 EM148             | 4 mars 2000           | CSS             |
| (18078) 2000 FL31       | 2000 FL31              | 28 mars 2000          | LINEAR          |
| (18079) Lion-Stoppato   | 2000 FJ63              | 27 mars 2000          | LONEOS          |
| (18080) 2000 GW105      | 2000 GW105             | 7 avril 2000          | LINEAR          |
| (18081) 2000 GB126      | 2000 GB126             | 7 avril 2000          | LINEAR          |
| (18082) 2000 GB136      | 2000 GB136             | 12 avril 2000         | LINEAR          |
| (18083) 2000 HD22       | 2000 HD22              | 29 avril 2000         | LINEAR          |
| (18084) Adamwohl        | 2000 HP47              | 29 avril 2000         | LINEAR          |
| (18085) 2000 JZ14       | 2000 JZ14              | 6 mai 2000            | LINEAR          |
| (18086) Emilykraft      | 2000 JQ21              | 6 mai 2000            | LINEAR          |
| (18087) Yamanaka        | 2000 JA22              | 6 mai 2000            | LINEAR          |
| (18088) Roberteunice    | 2000 JS30              | 7 mai 2000            | LINEAR          |
| (18089) 2000 JB41       | 2000 JB41              | 6 mai 2000            | LINEAR          |
| (18090) Kevinkuo        | 2000 JA56              | 6 mai 2000            | LINEAR          |
| (18091) Iranmanesh      | 2000 JN58              | 6 mai 2000            | LINEAR          |
| (18092) Reinhold        | 2000 KR29              | 28 mai 2000           | LINEAR          |
| (18093) 2000 KS31       | 2000 KS31              | 28 mai 2000           | LINEAR          |
| (18094) 2000 KN56       | 2000 KN56              | 27 mai 2000           | LINEAR          |
| (18095) Frankblock      | 2000 LL5               | 5 juin 2000           | LINEAR          |
| (18096) 2000 LM16       | 2000 LM16              | 1er juin 2000         | LINEAR          |
| (18097) 2000 LU19       | 2000 LU19              | 8 juin 2000           | LINEAR          |
| (18098) 2000 LR20       | 2000 LR20              | 8 juin 2000           | LINEAR          |
| (18099) Flamini         | 2000 LD27              | 6 juin 2000           | LONEOS          |
| (18100) Lebreton        | 2000 LE28              | 6 juin 2000           | LONEOS          |

## 18101-18200
| Nom                      | Désignation provisoire | Date de la découverte | Découvreur                                             |
| ------------------------ | ---------------------- | --------------------- | ------------------------------------------------------ |
| (18101) Coustenis        | 2000 LF32              | 5 juin 2000           | LONEOS                                                 |
| (18102) Angrilli         | 2000 LN34              | 3 juin 2000           | LONEOS                                                 |
| (18103) 2000 MC5         | 2000 MC5               | 26 juin 2000          | LINEAR                                                 |
| (18104) Mahalingam       | 2000 NP3               | 3 juillet 2000        | LINEAR                                                 |
| (18105) 2000 NT3         | 2000 NT3               | 7 juillet 2000        | LINEAR                                                 |
| (18106) Blume            | 2000 NX3               | 4 juillet 2000        | LONEOS                                                 |
| (18107) 2000 NC5         | 2000 NC5               | 7 juillet 2000        | LINEAR                                                 |
| (18108) 2000 NT5         | 2000 NT5               | 8 juillet 2000        | LINEAR                                                 |
| (18109) 2000 NG11        | 2000 NG11              | 7 juillet 2000        | LINEAR                                                 |
| (18110) HASI             | 2000 NK13              | 5 juillet 2000        | LONEOS                                                 |
| (18111) Pinet            | 2000 NB14              | 5 juillet 2000        | LONEOS                                                 |
| (18112) Jeanlucjosset    | 2000 NX17              | 5 juillet 2000        | LONEOS                                                 |
| (18113) Bibring          | 2000 NC19              | 5 juillet 2000        | LONEOS                                                 |
| (18114) Rosenbush        | 2000 NN19              | 5 juillet 2000        | LONEOS                                                 |
| (18115) Rathbun          | 2000 NT19              | 5 juillet 2000        | LONEOS                                                 |
| (18116) Prato            | 2000 NY22              | 5 juillet 2000        | LONEOS                                                 |
| (18117) Jonhodge         | 2000 NY23              | 5 juillet 2000        | LONEOS                                                 |
| (18118) 2000 NB24        | 2000 NB24              | 5 juillet 2000        | Spacewatch                                             |
| (18119) Braude           | 2000 NZ24              | 4 juillet 2000        | LONEOS                                                 |
| (18120) Lytvynenko       | 2000 NA25              | 4 juillet 2000        | LONEOS                                                 |
| (18121) Konovalenko      | 2000 NF25              | 4 juillet 2000        | LONEOS                                                 |
| (18122) Forestamartin    | 2000 NL27              | 4 juillet 2000        | LONEOS                                                 |
| (18123) Pavan            | 2000 NS27              | 4 juillet 2000        | LONEOS                                                 |
| (18124) Leeperry         | 2000 NE28              | 3 juillet 2000        | LINEAR                                                 |
| (18125) Brianwilson      | 2000 OF                | 22 juillet 2000       | J. Broughton                                           |
| (18126) 2000 OU3         | 2000 OU3               | 24 juillet 2000       | LINEAR                                                 |
| (18127) Denversmith      | 2000 OX3               | 24 juillet 2000       | LINEAR                                                 |
| (18128) Wysner           | 2000 OD5               | 24 juillet 2000       | LINEAR                                                 |
| (18129) 2000 OH5         | 2000 OH5               | 24 juillet 2000       | LINEAR                                                 |
| (18130) 2000 OK5         | 2000 OK5               | 24 juillet 2000       | LINEAR                                                 |
| (18131) 2000 OM5         | 2000 OM5               | 24 juillet 2000       | LINEAR                                                 |
| (18132) Spector          | 2000 ON9               | 30 juillet 2000       | J. Broughton                                           |
| (18133) 2000 OL12        | 2000 OL12              | 23 juillet 2000       | LINEAR                                                 |
| (18134) 2000 OS14        | 2000 OS14              | 23 juillet 2000       | LINEAR                                                 |
| (18135) 2000 OQ20        | 2000 OQ20              | 31 juillet 2000       | LINEAR                                                 |
| (18136) 2000 OD21        | 2000 OD21              | 31 juillet 2000       | LINEAR                                                 |
| (18137) 2000 OU30        | 2000 OU30              | 30 juillet 2000       | LINEAR                                                 |
| (18138) 2000 OP35        | 2000 OP35              | 31 juillet 2000       | LINEAR                                                 |
| (18139) 2000 OF37        | 2000 OF37              | 30 juillet 2000       | LINEAR                                                 |
| (18140) 2000 OD39        | 2000 OD39              | 30 juillet 2000       | LINEAR                                                 |
| (18141) 2000 OK42        | 2000 OK42              | 30 juillet 2000       | LINEAR                                                 |
| (18142) Adamsidman       | 2000 OG47              | 31 juillet 2000       | LINEAR                                                 |
| (18143) 2000 OK48        | 2000 OK48              | 31 juillet 2000       | LINEAR                                                 |
| (18144) 2000 OO48        | 2000 OO48              | 31 juillet 2000       | LINEAR                                                 |
| (18145) 2000 OX48        | 2000 OX48              | 31 juillet 2000       | LINEAR                                                 |
| (18146) 2000 OU49        | 2000 OU49              | 31 juillet 2000       | LINEAR                                                 |
| (18147) 2000 OY50        | 2000 OY50              | 31 juillet 2000       | LINEAR                                                 |
| (18148) Bellier          | 2000 OZ57              | 29 juillet 2000       | LONEOS                                                 |
| (18149) Colombatti       | 2000 OB58              | 29 juillet 2000       | LONEOS                                                 |
| (18150) Lopez-Moreno     | 2000 OC60              | 29 juillet 2000       | LONEOS                                                 |
| (18151) Licchelli        | 2000 OT60              | 29 juillet 2000       | LONEOS                                                 |
| (18152) Heidimanning     | 2000 OW60              | 29 juillet 2000       | LONEOS                                                 |
| (18153) 2000 OC61        | 2000 OC61              | 30 juillet 2000       | LINEAR                                                 |
| (18154) 2000 PA          | 2000 PA                | 1er août 2000         | Črni Vrh                                               |
| (18155) Jasonschuler     | 2000 PF2               | 1er août 2000         | LINEAR                                                 |
| (18156) Kamisaibara      | 2000 PU4               | 3 août 2000           | BATTeRS                                                |
| (18157) Craigwright      | 2000 PH10              | 1er août 2000         | LINEAR                                                 |
| (18158) Nigelreuel       | 2000 PM10              | 1er août 2000         | LINEAR                                                 |
| (18159) Andrewcook       | 2000 PW10              | 1er août 2000         | LINEAR                                                 |
| (18160) Nihon Uchu Forum | 2000 PY12              | 7 août 2000           | BATTeRS                                                |
| (18161) Koshiishi        | 2000 PZ12              | 7 août 2000           | BATTeRS                                                |
| (18162) Denlea           | 2000 PX15              | 1er août 2000         | LINEAR                                                 |
| (18163) Jennalewis       | 2000 PF16              | 1er août 2000         | LINEAR                                                 |
| (18164) 2000 PA20        | 2000 PA20              | 1er août 2000         | LINEAR                                                 |
| (18165) 2000 PN20        | 2000 PN20              | 1er août 2000         | LINEAR                                                 |
| (18166) 2000 PG27        | 2000 PG27              | 8 août 2000           | P. R. Holvorcem                                        |
| (18167) Buttani          | 2000 PS27              | 6 août 2000           | Valmeca                                                |
| (18168) 2000 PN28        | 2000 PN28              | 4 août 2000           | NEAT                                                   |
| (18169) Amaldi           | 2000 QF                | 20 août 2000          | V. S. Casulli                                          |
| (18170) Ramjeawan        | 2000 QW2               | 24 août 2000          | LINEAR                                                 |
| (18171) Romaneskue       | 2000 QB5               | 24 août 2000          | LINEAR                                                 |
| (18172) 2000 QL7         | 2000 QL7               | 25 août 2000          | LINEAR                                                 |
| (18173) 2000 QD8         | 2000 QD8               | 25 août 2000          | K. Korlević, M. Jurić                                  |
| (18174) Khachatryan      | 2000 QW14              | 24 août 2000          | LINEAR                                                 |
| (18175) Jenniferchoy     | 2000 QB15              | 24 août 2000          | LINEAR                                                 |
| (18176) Julianhong       | 2000 QG22              | 24 août 2000          | LINEAR                                                 |
| (18177) Harunaga         | 2000 QK27              | 24 août 2000          | LINEAR                                                 |
| (18178) 2000 QP28        | 2000 QP28              | 24 août 2000          | LINEAR                                                 |
| (18179) 2000 QV29        | 2000 QV29              | 25 août 2000          | LINEAR                                                 |
| (18180) Irenesun         | 2000 QB30              | 25 août 2000          | LINEAR                                                 |
| (18181) 2000 QD34        | 2000 QD34              | 26 août 2000          | LINEAR                                                 |
| (18182) Wiener           | 2000 QC35              | 27 août 2000          | P. Pravec, P. Kušnirák                                 |
| (18183) 2000 QG37        | 2000 QG37              | 24 août 2000          | LINEAR                                                 |
| (18184) Dianepark        | 2000 QR37              | 24 août 2000          | LINEAR                                                 |
| (18185) 2000 QW49        | 2000 QW49              | 24 août 2000          | LINEAR                                                 |
| (18186) 2000 QW50        | 2000 QW50              | 24 août 2000          | LINEAR                                                 |
| (18187) 2000 QQ53        | 2000 QQ53              | 25 août 2000          | LINEAR                                                 |
| (18188) 2000 QD55        | 2000 QD55              | 25 août 2000          | LINEAR                                                 |
| (18189) Medeobaldia      | 2000 QN82              | 24 août 2000          | LINEAR                                                 |
| (18190) Michaelpizer     | 2000 QY89              | 25 août 2000          | LINEAR                                                 |
| (18191) Rayhe            | 2000 QL90              | 25 août 2000          | LINEAR                                                 |
| (18192) Craigwallace     | 2000 QP90              | 25 août 2000          | LINEAR                                                 |
| (18193) Hollilydrury     | 2000 QT93              | 26 août 2000          | LINEAR                                                 |
| (18194) 2000 QE100       | 2000 QE100             | 28 août 2000          | LINEAR                                                 |
| (18195) 2000 QG116       | 2000 QG116             | 28 août 2000          | LINEAR                                                 |
| (18196) Rowberry         | 2000 QY132             | 26 août 2000          | LINEAR                                                 |
| (18197) 2055 P-L         | 2055 P-L               | 24 septembre 1960     | C. J. van Houten, I. van Houten-Groeneveld, T. Gehrels |
| (18198) 2056 P-L         | 2056 P-L               | 24 septembre 1960     | C. J. van Houten, I. van Houten-Groeneveld, T. Gehrels |
| (18199) 2583 P-L         | 2583 P-L               | 24 septembre 1960     | C. J. van Houten, I. van Houten-Groeneveld, T. Gehrels |
| (18200) 2714 P-L         | 2714 P-L               | 24 septembre 1960     | C. J. van Houten, I. van Houten-Groeneveld, T. Gehrels |

## 18201-18300
| Nom                    | Désignation provisoire | Date de la découverte | Découvreur                                             |
| ---------------------- | ---------------------- | --------------------- | ------------------------------------------------------ |
| (18201) 2733 P-L       | 2733 P-L               | 24 septembre 1960     | C. J. van Houten, I. van Houten-Groeneveld, T. Gehrels |
| (18202) 2757 P-L       | 2757 P-L               | 24 septembre 1960     | C. J. van Houten, I. van Houten-Groeneveld, T. Gehrels |
| (18203) 2837 P-L       | 2837 P-L               | 24 septembre 1960     | C. J. van Houten, I. van Houten-Groeneveld, T. Gehrels |
| (18204) 3065 P-L       | 3065 P-L               | 24 septembre 1960     | C. J. van Houten, I. van Houten-Groeneveld, T. Gehrels |
| (18205) 3090 P-L       | 3090 P-L               | 24 septembre 1960     | C. J. van Houten, I. van Houten-Groeneveld, T. Gehrels |
| (18206) 3093 P-L       | 3093 P-L               | 24 septembre 1960     | C. J. van Houten, I. van Houten-Groeneveld, T. Gehrels |
| (18207) 4041 P-L       | 4041 P-L               | 24 septembre 1960     | C. J. van Houten, I. van Houten-Groeneveld, T. Gehrels |
| (18208) 4095 P-L       | 4095 P-L               | 24 septembre 1960     | C. J. van Houten, I. van Houten-Groeneveld, T. Gehrels |
| (18209) 4158 P-L       | 4158 P-L               | 24 septembre 1960     | C. J. van Houten, I. van Houten-Groeneveld, T. Gehrels |
| (18210) 4529 P-L       | 4529 P-L               | 24 septembre 1960     | C. J. van Houten, I. van Houten-Groeneveld, T. Gehrels |
| (18211) 4597 P-L       | 4597 P-L               | 24 septembre 1960     | C. J. van Houten, I. van Houten-Groeneveld, T. Gehrels |
| (18212) 4603 P-L       | 4603 P-L               | 24 septembre 1960     | C. J. van Houten, I. van Houten-Groeneveld, T. Gehrels |
| (18213) 4607 P-L       | 4607 P-L               | 24 septembre 1960     | C. J. van Houten, I. van Houten-Groeneveld, T. Gehrels |
| (18214) 4615 P-L       | 4615 P-L               | 24 septembre 1960     | C. J. van Houten, I. van Houten-Groeneveld, T. Gehrels |
| (18215) 4792 P-L       | 4792 P-L               | 24 septembre 1960     | C. J. van Houten, I. van Houten-Groeneveld, T. Gehrels |
| (18216) 4917 P-L       | 4917 P-L               | 24 septembre 1960     | C. J. van Houten, I. van Houten-Groeneveld, T. Gehrels |
| (18217) 5021 P-L       | 5021 P-L               | 17 octobre 1960       | C. J. van Houten, I. van Houten-Groeneveld, T. Gehrels |
| (18218) 6245 P-L       | 6245 P-L               | 24 septembre 1960     | C. J. van Houten, I. van Houten-Groeneveld, T. Gehrels |
| (18219) 6260 P-L       | 6260 P-L               | 24 septembre 1960     | C. J. van Houten, I. van Houten-Groeneveld, T. Gehrels |
| (18220) 6286 P-L       | 6286 P-L               | 24 septembre 1960     | C. J. van Houten, I. van Houten-Groeneveld, T. Gehrels |
| (18221) 6526 P-L       | 6526 P-L               | 24 septembre 1960     | C. J. van Houten, I. van Houten-Groeneveld, T. Gehrels |
| (18222) 6669 P-L       | 6669 P-L               | 24 septembre 1960     | C. J. van Houten, I. van Houten-Groeneveld, T. Gehrels |
| (18223) 6700 P-L       | 6700 P-L               | 24 septembre 1960     | C. J. van Houten, I. van Houten-Groeneveld, T. Gehrels |
| (18224) 6726 P-L       | 6726 P-L               | 24 septembre 1960     | C. J. van Houten, I. van Houten-Groeneveld, T. Gehrels |
| (18225) 7069 P-L       | 7069 P-L               | 22 octobre 1960       | C. J. van Houten, I. van Houten-Groeneveld, T. Gehrels |
| (18226) 1182 T-1       | 1182 T-1               | 25 mars 1971          | C. J. van Houten, I. van Houten-Groeneveld, T. Gehrels |
| (18227) 1222 T-1       | 1222 T-1               | 25 mars 1971          | C. J. van Houten, I. van Houten-Groeneveld, T. Gehrels |
| (18228) Hypérénor      | 3163 T-1               | 26 mars 1971          | C. J. van Houten, I. van Houten-Groeneveld, T. Gehrels |
| (18229) 3222 T-1       | 3222 T-1               | 26 mars 1971          | C. J. van Houten, I. van Houten-Groeneveld, T. Gehrels |
| (18230) 3285 T-1       | 3285 T-1               | 26 mars 1971          | C. J. van Houten, I. van Houten-Groeneveld, T. Gehrels |
| (18231) 3286 T-1       | 3286 T-1               | 26 mars 1971          | C. J. van Houten, I. van Houten-Groeneveld, T. Gehrels |
| (18232) 3322 T-1       | 3322 T-1               | 26 mars 1971          | C. J. van Houten, I. van Houten-Groeneveld, T. Gehrels |
| (18233) 4068 T-1       | 4068 T-1               | 26 mars 1971          | C. J. van Houten, I. van Houten-Groeneveld, T. Gehrels |
| (18234) 4262 T-1       | 4262 T-1               | 26 mars 1971          | C. J. van Houten, I. van Houten-Groeneveld, T. Gehrels |
| (18235) Lynden-Bell    | 1003 T-2               | 29 septembre 1973     | C. J. van Houten, I. van Houten-Groeneveld, T. Gehrels |
| (18236) Bernardburke   | 1059 T-2               | 29 septembre 1973     | C. J. van Houten, I. van Houten-Groeneveld, T. Gehrels |
| (18237) Kenfreeman     | 1182 T-2               | 29 septembre 1973     | C. J. van Houten, I. van Houten-Groeneveld, T. Gehrels |
| (18238) Frankshu       | 1241 T-2               | 29 septembre 1973     | C. J. van Houten, I. van Houten-Groeneveld, T. Gehrels |
| (18239) Ekers          | 1251 T-2               | 29 septembre 1973     | C. J. van Houten, I. van Houten-Groeneveld, T. Gehrels |
| (18240) Mould          | 1317 T-2               | 29 septembre 1973     | C. J. van Houten, I. van Houten-Groeneveld, T. Gehrels |
| (18241) Genzel         | 1325 T-2               | 29 septembre 1973     | C. J. van Houten, I. van Houten-Groeneveld, T. Gehrels |
| (18242) Peebles        | 2102 T-2               | 29 septembre 1973     | C. J. van Houten, I. van Houten-Groeneveld, T. Gehrels |
| (18243) Gunn           | 2272 T-2               | 29 septembre 1973     | C. J. van Houten, I. van Houten-Groeneveld, T. Gehrels |
| (18244) Anneila        | 3008 T-2               | 30 septembre 1973     | C. J. van Houten, I. van Houten-Groeneveld, T. Gehrels |
| (18245) 3061 T-2       | 3061 T-2               | 30 septembre 1973     | C. J. van Houten, I. van Houten-Groeneveld, T. Gehrels |
| (18246) 3088 T-2       | 3088 T-2               | 30 septembre 1973     | C. J. van Houten, I. van Houten-Groeneveld, T. Gehrels |
| (18247) 3151 T-2       | 3151 T-2               | 30 septembre 1973     | C. J. van Houten, I. van Houten-Groeneveld, T. Gehrels |
| (18248) 3152 T-2       | 3152 T-2               | 30 septembre 1973     | C. J. van Houten, I. van Houten-Groeneveld, T. Gehrels |
| (18249) 3175 T-2       | 3175 T-2               | 30 septembre 1973     | C. J. van Houten, I. van Houten-Groeneveld, T. Gehrels |
| (18250) 3178 T-2       | 3178 T-2               | 30 septembre 1973     | C. J. van Houten, I. van Houten-Groeneveld, T. Gehrels |
| (18251) 3207 T-2       | 3207 T-2               | 30 septembre 1973     | C. J. van Houten, I. van Houten-Groeneveld, T. Gehrels |
| (18252) 3282 T-2       | 3282 T-2               | 30 septembre 1973     | C. J. van Houten, I. van Houten-Groeneveld, T. Gehrels |
| (18253) 3295 T-2       | 3295 T-2               | 30 septembre 1973     | C. J. van Houten, I. van Houten-Groeneveld, T. Gehrels |
| (18254) 4062 T-2       | 4062 T-2               | 29 septembre 1973     | C. J. van Houten, I. van Houten-Groeneveld, T. Gehrels |
| (18255) 4188 T-2       | 4188 T-2               | 29 septembre 1973     | C. J. van Houten, I. van Houten-Groeneveld, T. Gehrels |
| (18256) 4195 T-2       | 4195 T-2               | 29 septembre 1973     | C. J. van Houten, I. van Houten-Groeneveld, T. Gehrels |
| (18257) 4209 T-2       | 4209 T-2               | 29 septembre 1973     | C. J. van Houten, I. van Houten-Groeneveld, T. Gehrels |
| (18258) 4250 T-2       | 4250 T-2               | 29 septembre 1973     | C. J. van Houten, I. van Houten-Groeneveld, T. Gehrels |
| (18259) 4311 T-2       | 4311 T-2               | 29 septembre 1973     | C. J. van Houten, I. van Houten-Groeneveld, T. Gehrels |
| (18260) 5056 T-2       | 5056 T-2               | 25 septembre 1973     | C. J. van Houten, I. van Houten-Groeneveld, T. Gehrels |
| (18261) 5065 T-2       | 5065 T-2               | 25 septembre 1973     | C. J. van Houten, I. van Houten-Groeneveld, T. Gehrels |
| (18262) 5125 T-2       | 5125 T-2               | 25 septembre 1973     | C. J. van Houten, I. van Houten-Groeneveld, T. Gehrels |
| (18263) Anchiale       | 5167 T-2               | 25 septembre 1973     | C. J. van Houten, I. van Houten-Groeneveld, T. Gehrels |
| (18264) 5184 T-2       | 5184 T-2               | 25 septembre 1973     | C. J. van Houten, I. van Houten-Groeneveld, T. Gehrels |
| (18265) 1136 T-3       | 1136 T-3               | 16 octobre 1977       | C. J. van Houten, I. van Houten-Groeneveld, T. Gehrels |
| (18266) 1189 T-3       | 1189 T-3               | 17 octobre 1977       | C. J. van Houten, I. van Houten-Groeneveld, T. Gehrels |
| (18267) 2122 T-3       | 2122 T-3               | 16 octobre 1977       | C. J. van Houten, I. van Houten-Groeneveld, T. Gehrels |
| (18268) Dardanos       | 2140 T-3               | 16 octobre 1977       | C. J. van Houten, I. van Houten-Groeneveld, T. Gehrels |
| (18269) 2206 T-3       | 2206 T-3               | 16 octobre 1977       | C. J. van Houten, I. van Houten-Groeneveld, T. Gehrels |
| (18270) 2312 T-3       | 2312 T-3               | 16 octobre 1977       | C. J. van Houten, I. van Houten-Groeneveld, T. Gehrels |
| (18271) 2332 T-3       | 2332 T-3               | 16 octobre 1977       | C. J. van Houten, I. van Houten-Groeneveld, T. Gehrels |
| (18272) 2495 T-3       | 2495 T-3               | 16 octobre 1977       | C. J. van Houten, I. van Houten-Groeneveld, T. Gehrels |
| (18273) 3140 T-3       | 3140 T-3               | 16 octobre 1977       | C. J. van Houten, I. van Houten-Groeneveld, T. Gehrels |
| (18274) 3150 T-3       | 3150 T-3               | 16 octobre 1977       | C. J. van Houten, I. van Houten-Groeneveld, T. Gehrels |
| (18275) 3173 T-3       | 3173 T-3               | 16 octobre 1977       | C. J. van Houten, I. van Houten-Groeneveld, T. Gehrels |
| (18276) 3355 T-3       | 3355 T-3               | 16 octobre 1977       | C. J. van Houten, I. van Houten-Groeneveld, T. Gehrels |
| (18277) 3446 T-3       | 3446 T-3               | 16 octobre 1977       | C. J. van Houten, I. van Houten-Groeneveld, T. Gehrels |
| (18278) Dymas          | 4035 T-3               | 16 octobre 1977       | C. J. van Houten, I. van Houten-Groeneveld, T. Gehrels |
| (18279) 4221 T-3       | 4221 T-3               | 16 octobre 1977       | C. J. van Houten, I. van Houten-Groeneveld, T. Gehrels |
| (18280) 4245 T-3       | 4245 T-3               | 16 octobre 1977       | C. J. van Houten, I. van Houten-Groeneveld, T. Gehrels |
| (18281) Tros           | 4317 T-3               | 16 octobre 1977       | C. J. van Houten, I. van Houten-Groeneveld, T. Gehrels |
| (18282) Ilos           | 4369 T-3               | 16 octobre 1977       | C. J. van Houten, I. van Houten-Groeneveld, T. Gehrels |
| (18283) 5165 T-3       | 5165 T-3               | 16 octobre 1977       | C. J. van Houten, I. van Houten-Groeneveld, T. Gehrels |
| (18284) Tsereteli      | 1970 PU                | 10 août 1970          | Crimean Astrophysical Observatory                      |
| (18285) Vladplatonov   | 1972 GJ                | 14 avril 1972         | L. I. Chernykh                                         |
| (18286) Kneipp         | 1973 UN5               | 27 octobre 1973       | F. Börngen                                             |
| (18287) Verkin         | 1975 TU3               | 3 octobre 1975        | L. I. Chernykh                                         |
| (18288) Nozdrachev     | 1975 VX2               | 2 novembre 1975       | T. M. Smirnova                                         |
| (18289) Yokoyamakoichi | 1976 UB16              | 22 octobre 1976       | H. Kosai, K. Hurukawa                                  |
| (18290) Sumiyoshi      | 1977 DR2               | 18 février 1977       | H. Kosai, K. Hurukawa                                  |
| (18291) Wani           | 1977 DL4               | 18 février 1977       | H. Kosai, K. Hurukawa                                  |
| (18292) Zoltowski      | 1977 FB                | 17 mars 1977          | Harvard Observatory                                    |
| (18293) Pilyugin       | 1978 SQ4               | 27 septembre 1978     | L. I. Chernykh                                         |
| (18294) Rudenko        | 1978 SF5               | 27 septembre 1978     | L. I. Chernykh                                         |
| (18295) Borispetrov    | 1978 TT7               | 2 octobre 1978        | L. V. Zhuravleva                                       |
| (18296) 1978 VW2       | 1978 VW2               | 7 novembre 1978       | E. F. Helin, S. J. Bus                                 |
| (18297) 1978 VG4       | 1978 VG4               | 7 novembre 1978       | E. F. Helin, S. J. Bus                                 |
| (18298) 1979 MZ4       | 1979 MZ4               | 25 juin 1979          | E. F. Helin, S. J. Bus                                 |
| (18299) 1979 MT8       | 1979 MT8               | 25 juin 1979          | E. F. Helin, S. J. Bus                                 |
| (18300) 1979 PA        | 1979 PA                | 14 août 1979          | A. Mrkos                                               |

## 18301-18400
| Nom                      | Désignation provisoire | Date de la découverte | Découvreur                     |
| ------------------------ | ---------------------- | --------------------- | ------------------------------ |
| (18301) Konyukhov        | 1979 QZ9               | 27 août 1979          | N. S. Chernykh                 |
| (18302) Körner           | 1980 FL3               | 16 mars 1980          | C.-I. Lagerkvist               |
| (18303) 1980 PU          | 1980 PU                | 6 août 1980           | Z. Vávrová                     |
| (18304) 1981 DH1         | 1981 DH1               | 28 février 1981       | S. J. Bus                      |
| (18305) 1981 DL1         | 1981 DL1               | 28 février 1981       | S. J. Bus                      |
| (18306) 1981 EF9         | 1981 EF9               | 1er mars 1981         | S. J. Bus                      |
| (18307) 1981 ER10        | 1981 ER10              | 1er mars 1981         | S. J. Bus                      |
| (18308) 1981 EZ11        | 1981 EZ11              | 7 mars 1981           | S. J. Bus                      |
| (18309) 1981 EV13        | 1981 EV13              | 1er mars 1981         | S. J. Bus                      |
| (18310) 1981 EJ16        | 1981 EJ16              | 1er mars 1981         | S. J. Bus                      |
| (18311) 1981 EV16        | 1981 EV16              | 6 mars 1981           | S. J. Bus                      |
| (18312) 1981 EC19        | 1981 EC19              | 2 mars 1981           | S. J. Bus                      |
| (18313) 1981 EB23        | 1981 EB23              | 2 mars 1981           | S. J. Bus                      |
| (18314) 1981 EX27        | 1981 EX27              | 2 mars 1981           | S. J. Bus                      |
| (18315) 1981 ED37        | 1981 ED37              | 11 mars 1981          | S. J. Bus                      |
| (18316) 1981 EJ38        | 1981 EJ38              | 1er mars 1981         | S. J. Bus                      |
| (18317) 1981 EM41        | 1981 EM41              | 2 mars 1981           | S. J. Bus                      |
| (18318) 1981 ET43        | 1981 ET43              | 6 mars 1981           | S. J. Bus                      |
| (18319) 1981 QS2         | 1981 QS2               | 23 août 1981          | H. Debehogne                   |
| (18320) 1981 UJ28        | 1981 UJ28              | 24 octobre 1981       | S. J. Bus                      |
| (18321) Bobrov           | 1982 UQ10              | 25 octobre 1982       | L. V. Zhuravleva               |
| (18322) Korokan          | 1982 VF5               | 14 novembre 1982      | H. Kosai, K. Hurukawa          |
| (18323) 1983 RZ2         | 1983 RZ2               | 2 septembre 1983      | H. Debehogne                   |
| (18324) 1984 HA2         | 1984 HA2               | 27 avril 1984         | La Silla                       |
| (18325) 1984 SB2         | 1984 SB2               | 29 septembre 1984     | A. Mrkos                       |
| (18326) 1985 CV1         | 1985 CV1               | 11 février 1985       | H. Debehogne                   |
| (18327) 1985 CX1         | 1985 CX1               | 12 février 1985       | H. Debehogne                   |
| (18328) 1985 UU          | 1985 UU                | 20 octobre 1985       | A. Mrkos                       |
| (18329) 1986 RY4         | 1986 RY4               | 1er septembre 1986    | H. Debehogne                   |
| (18330) 1987 BW1         | 1987 BW1               | 25 janvier 1987       | E. W. Elst                     |
| (18331) 1987 DQ6         | 1987 DQ6               | 24 février 1987       | H. Debehogne                   |
| (18332) 1987 ON          | 1987 ON                | 19 juillet 1987       | E. F. Helin                    |
| (18333) 1987 OV          | 1987 OV                | 19 juillet 1987       | E. F. Helin                    |
| (18334) Drozdov          | 1987 RA3               | 2 septembre 1987      | L. G. Karachkina               |
| (18335) San Cassiano     | 1987 SC1               | 19 septembre 1987     | E. Bowell                      |
| (18336) 1988 LG          | 1988 LG                | 15 juin 1988          | E. F. Helin                    |
| (18337) 1988 RB11        | 1988 RB11              | 14 septembre 1988     | S. J. Bus                      |
| (18338) 1989 EP2         | 1989 EP2               | 4 mars 1989           | E. F. Helin                    |
| (18339) 1989 GM2         | 1989 GM2               | 3 avril 1989          | E. W. Elst                     |
| (18340) 1989 OM          | 1989 OM                | 29 juillet 1989       | A. C. Gilmore, P. M. Kilmartin |
| (18341) 1989 SJ5         | 1989 SJ5               | 26 septembre 1989     | E. W. Elst                     |
| (18342) 1989 ST9         | 1989 ST9               | 26 septembre 1989     | H. Debehogne                   |
| (18343) Asja             | 1989 TN                | 2 octobre 1989        | E. W. Elst                     |
| (18344) 1989 TN11        | 1989 TN11              | 2 octobre 1989        | S. J. Bus                      |
| (18345) 1989 UP4         | 1989 UP4               | 22 octobre 1989       | Z. Vávrová                     |
| (18346) 1989 WG          | 1989 WG                | 20 novembre 1989      | Y. Oshima                      |
| (18347) 1989 WU          | 1989 WU                | 20 novembre 1989      | Oohira                         |
| (18348) 1990 BM1         | 1990 BM1               | 22 janvier 1990       | E. F. Helin                    |
| (18349) Dafydd           | 1990 OV4               | 25 juillet 1990       | H. E. Holt                     |
| (18350) 1990 QJ2         | 1990 QJ2               | 22 août 1990          | H. E. Holt                     |
| (18351) 1990 QN5         | 1990 QN5               | 29 août 1990          | H. E. Holt                     |
| (18352) 1990 QB8         | 1990 QB8               | 16 août 1990          | E. W. Elst                     |
| (18353) 1990 QF9         | 1990 QF9               | 16 août 1990          | E. W. Elst                     |
| (18354) 1990 RK5         | 1990 RK5               | 15 septembre 1990     | H. E. Holt                     |
| (18355) 1990 RN9         | 1990 RN9               | 14 septembre 1990     | H. E. Holt                     |
| (18356) 1990 SF1         | 1990 SF1               | 16 septembre 1990     | H. E. Holt                     |
| (18357) 1990 SR2         | 1990 SR2               | 18 septembre 1990     | H. E. Holt                     |
| (18358) 1990 SB11        | 1990 SB11              | 16 septembre 1990     | H. E. Holt                     |
| (18359) Jakobstaude      | 1990 TL7               | 13 octobre 1990       | L. D. Schmadel, F. Börngen     |
| (18360) Sachs            | 1990 TF9               | 10 octobre 1990       | F. Börngen, L. D. Schmadel     |
| (18361) 1990 VN6         | 1990 VN6               | 15 novembre 1990      | E. W. Elst                     |
| (18362) 1990 VX6         | 1990 VX6               | 15 novembre 1990      | E. W. Elst                     |
| (18363) 1990 VW8         | 1990 VW8               | 12 novembre 1990      | E. W. Elst                     |
| (18364) 1990 WF4         | 1990 WF4               | 16 novembre 1990      | E. W. Elst                     |
| (18365) Shimomoto        | 1990 WN5               | 17 novembre 1990      | T. Seki                        |
| (18366) 1991 DG1         | 1991 DG1               | 18 février 1991       | E. F. Helin                    |
| (18367) 1991 FS1         | 1991 FS1               | 17 mars 1991          | H. Debehogne                   |
| (18368) Flandrau         | 1991 GZ1               | 15 avril 1991         | C. S. Shoemaker, D. H. Levy    |
| (18369) 1991 LM          | 1991 LM                | 13 juin 1991          | E. F. Helin                    |
| (18370) 1991 NS2         | 1991 NS2               | 12 juillet 1991       | H. E. Holt                     |
| (18371) 1991 PH10        | 1991 PH10              | 7 août 1991           | H. E. Holt                     |
| (18372) 1991 RF16        | 1991 RF16              | 15 septembre 1991     | H. E. Holt                     |
| (18373) 1991 RQ16        | 1991 RQ16              | 15 septembre 1991     | H. E. Holt                     |
| (18374) 1991 RA18        | 1991 RA18              | 13 septembre 1991     | H. E. Holt                     |
| (18375) 1991 RC27        | 1991 RC27              | 13 septembre 1991     | H. E. Holt                     |
| (18376) Quirk            | 1991 SQ                | 30 septembre 1991     | R. H. McNaught                 |
| (18377) Vetter           | 1991 SH1               | 28 septembre 1991     | R. H. McNaught                 |
| (18378) 1991 UX2         | 1991 UX2               | 31 octobre 1991       | S. Ueda, H. Kaneda             |
| (18379) Josévandam       | 1991 VJ6               | 6 novembre 1991       | E. W. Elst                     |
| (18380) 1991 VZ8         | 1991 VZ8               | 4 novembre 1991       | Spacewatch                     |
| (18381) Massenet         | 1991 YU                | 30 décembre 1991      | E. W. Elst                     |
| (18382) 1992 EG22        | 1992 EG22              | 1er mars 1992         | UESAC                          |
| (18383) 1992 ER28        | 1992 ER28              | 8 mars 1992           | UESAC                          |
| (18384) 1992 ES28        | 1992 ES28              | 8 mars 1992           | UESAC                          |
| (18385) 1992 EG31        | 1992 EG31              | 1er mars 1992         | UESAC                          |
| (18386) 1992 EL35        | 1992 EL35              | 2 mars 1992           | UESAC                          |
| (18387) 1992 GN3         | 1992 GN3               | 4 avril 1992          | E. W. Elst                     |
| (18388) 1992 GX4         | 1992 GX4               | 4 avril 1992          | E. W. Elst                     |
| (18389) 1992 JU2         | 1992 JU2               | 4 mai 1992            | H. Debehogne                   |
| (18390) 1992 JD3         | 1992 JD3               | 7 mai 1992            | H. Debehogne                   |
| (18391) 1992 PO1         | 1992 PO1               | 8 août 1992           | E. W. Elst                     |
| (18392) 1992 PT4         | 1992 PT4               | 2 août 1992           | H. E. Holt                     |
| (18393) 1992 QB          | 1992 QB                | 19 août 1992          | R. H. McNaught                 |
| (18394) 1992 RR5         | 1992 RR5               | 2 septembre 1992      | E. W. Elst                     |
| (18395) Schmiedmayer     | 1992 SH2               | 21 septembre 1992     | F. Börngen, L. D. Schmadel     |
| (18396) Nellysachs       | 1992 SN2               | 21 septembre 1992     | F. Börngen, L. D. Schmadel     |
| (18397) 1992 SF14        | 1992 SF14              | 28 septembre 1992     | H. E. Holt                     |
| (18398) Bregenz          | 1992 SQ23              | 23 septembre 1992     | F. Börngen                     |
| (18399) Tentoumushi      | 1992 WK1               | 17 novembre 1992      | K. Endate, K. Watanabe         |
| (18400) Muramatsushigeru | 1992 WY3               | 25 novembre 1992      | T. Seki                        |

## 18401-18500
| Nom                    | Désignation provisoire | Date de la découverte | Découvreur                           |
| ---------------------- | ---------------------- | --------------------- | ------------------------------------ |
| (18401) 1992 WE4       | 1992 WE4               | 21 novembre 1992      | S. Ueda, H. Kaneda                   |
| (18402) 1992 YU2       | 1992 YU2               | 26 décembre 1992      | T. Urata                             |
| (18403) Atsuhirotaisei | 1993 AG                | 13 janvier 1993       | K. Endate, K. Watanabe               |
| (18404) Kenichi        | 1993 FQ2               | 20 mars 1993          | K. Endate, K. Watanabe               |
| (18405) 1993 FY12      | 1993 FY12              | 17 mars 1993          | UESAC                                |
| (18406) 1993 FT14      | 1993 FT14              | 17 mars 1993          | UESAC                                |
| (18407) 1993 FQ24      | 1993 FQ24              | 21 mars 1993          | UESAC                                |
| (18408) 1993 FP30      | 1993 FP30              | 21 mars 1993          | UESAC                                |
| (18409) 1993 FF36      | 1993 FF36              | 19 mars 1993          | UESAC                                |
| (18410) 1993 FC51      | 1993 FC51              | 19 mars 1993          | UESAC                                |
| (18411) 1993 FB82      | 1993 FB82              | 19 mars 1993          | UESAC                                |
| (18412) Kruszelnicki   | 1993 LX                | 13 juin 1993          | R. H. McNaught                       |
| (18413) Adamspencer    | 1993 LD1               | 13 juin 1993          | R. H. McNaught                       |
| (18414) 1993 OY6       | 1993 OY6               | 20 juillet 1993       | E. W. Elst                           |
| (18415) 1993 PW5       | 1993 PW5               | 15 août 1993          | E. W. Elst                           |
| (18416) 1993 QW        | 1993 QW                | 22 août 1993          | E. F. Helin                          |
| (18417) 1993 QY9       | 1993 QY9               | 20 août 1993          | E. W. Elst                           |
| (18418) Ujibe          | 1993 TV1               | 15 octobre 1993       | K. Endate, K. Watanabe               |
| (18419) 1993 TS20      | 1993 TS20              | 9 octobre 1993        | E. W. Elst                           |
| (18420) 1993 TR25      | 1993 TR25              | 9 octobre 1993        | E. W. Elst                           |
| (18421) 1993 TV34      | 1993 TV34              | 9 octobre 1993        | E. W. Elst                           |
| (18422) 1993 UE6       | 1993 UE6               | 20 octobre 1993       | E. W. Elst                           |
| (18423) 1993 UF7       | 1993 UF7               | 20 octobre 1993       | E. W. Elst                           |
| (18424) 1993 YG        | 1993 YG                | 17 décembre 1993      | T. Kobayashi                         |
| (18425) 1993 YL        | 1993 YL                | 18 décembre 1993      | T. Kobayashi                         |
| (18426) Maffei         | 1993 YN2               | 18 décembre 1993      | E. Colzani, G. Ventre                |
| (18427) 1994 AY        | 1994 AY                | 4 janvier 1994        | T. Kobayashi                         |
| (18428) 1994 AC1       | 1994 AC1               | 7 janvier 1994        | T. Kobayashi                         |
| (18429) 1994 AO1       | 1994 AO1               | 8 janvier 1994        | A. Sugie                             |
| (18430) Balzac         | 1994 AK16              | 14 janvier 1994       | F. Börngen                           |
| (18431) Stazzema       | 1994 BM                | 16 janvier 1994       | A. Boattini, M. Tombelli             |
| (18432) 1994 CJ2       | 1994 CJ2               | 13 février 1994       | T. Kobayashi                         |
| (18433) 1994 EQ        | 1994 EQ                | 4 mars 1994           | T. Kobayashi                         |
| (18434) Mikesandras    | 1994 EW7               | 12 mars 1994          | C. S. Shoemaker, D. H. Levy          |
| (18435) 1994 GW10      | 1994 GW10              | 14 avril 1994         | PCAS                                 |
| (18436) 1994 GY10      | 1994 GY10              | 14 avril 1994         | PCAS                                 |
| (18437) 1994 JR        | 1994 JR                | 5 mai 1994            | E. F. Helin                          |
| (18438) 1994 JM6       | 1994 JM6               | 4 mai 1994            | Spacewatch                           |
| (18439) 1994 LJ1       | 1994 LJ1               | 9 juin 1994           | E. F. Helin                          |
| (18440) 1994 NV1       | 1994 NV1               | 8 juillet 1994        | E. W. Elst                           |
| (18441) Cittadivinci   | 1994 PE                | 5 août 1994           | A. Boattini, M. Tombelli             |
| (18442) 1994 PK3       | 1994 PK3               | 10 août 1994          | E. W. Elst                           |
| (18443) 1994 PW8       | 1994 PW8               | 10 août 1994          | E. W. Elst                           |
| (18444) 1994 PL10      | 1994 PL10              | 10 août 1994          | E. W. Elst                           |
| (18445) 1994 PC12      | 1994 PC12              | 10 août 1994          | E. W. Elst                           |
| (18446) 1994 PN13      | 1994 PN13              | 10 août 1994          | E. W. Elst                           |
| (18447) 1994 PU13      | 1994 PU13              | 10 août 1994          | E. W. Elst                           |
| (18448) 1994 PW17      | 1994 PW17              | 10 août 1994          | E. W. Elst                           |
| (18449) Rikwouters     | 1994 PT19              | 12 août 1994          | E. W. Elst                           |
| (18450) 1994 PG27      | 1994 PG27              | 12 août 1994          | E. W. Elst                           |
| (18451) 1994 PZ27      | 1994 PZ27              | 12 août 1994          | E. W. Elst                           |
| (18452) 1994 PL33      | 1994 PL33              | 10 août 1994          | E. W. Elst                           |
| (18453) Nishiyamayukio | 1994 TT                | 2 octobre 1994        | K. Endate, K. Watanabe               |
| (18454) 1995 BF1       | 1995 BF1               | 23 janvier 1995       | S. Otomo                             |
| (18455) 1995 DF        | 1995 DF                | 20 février 1995       | T. Kobayashi                         |
| (18456) Mišík          | 1995 ES                | 8 mars 1995           | Kleť                                 |
| (18457) Syoheiyamamoto | 1995 EX7               | 5 mars 1995           | M. Hirasawa, S. Suzuki               |
| (18458) César          | 1995 EY8               | 5 mars 1995           | F. Börngen                           |
| (18459) 1995 FD1       | 1995 FD1               | 28 mars 1995          | S. Ueda, H. Kaneda                   |
| (18460) Pecková        | 1995 PG                | 5 août 1995           | L. Šarounová                         |
| (18461) Seiichikanno]  | 1995 QQ                | 17 août 1995          | T. Okuni                             |
| (18462) Riccò          | 1995 QS2               | 26 août 1995          | Osservatorio San Vittore             |
| (18463) 1995 SV16      | 1995 SV16              | 18 septembre 1995     | Spacewatch                           |
| (18464) 1995 SK23      | 1995 SK23              | 19 septembre 1995     | Spacewatch                           |
| (18465) 1995 SB34      | 1995 SB34              | 22 septembre 1995     | Spacewatch                           |
| (18466) 1995 SU37      | 1995 SU37              | 24 septembre 1995     | Spacewatch                           |
| (18467) Nagatatsu      | 1995 SX52              | 22 septembre 1995     | K. Endate, K. Watanabe               |
| (18468) 1995 UE8       | 1995 UE8               | 27 octobre 1995       | T. Kobayashi                         |
| (18469) Hakodate       | 1995 UC9               | 20 octobre 1995       | N. Sato, T. Urata                    |
| (18470) 1995 UX44      | 1995 UX44              | 27 octobre 1995       | S. Ueda, H. Kaneda                   |
| (18471) 1995 UZ45      | 1995 UZ45              | 20 octobre 1995       | E. W. Elst                           |
| (18472) Hatada         | 1995 VA1               | 12 novembre 1995      | K. Endate, K. Watanabe               |
| (18473) Kikuchijun     | 1995 VK1               | 15 novembre 1995      | K. Endate, K. Watanabe               |
| (18474) 1995 WV3       | 1995 WV3               | 18 novembre 1995      | Y. Shimizu, T. Urata                 |
| (18475) 1995 WM7       | 1995 WM7               | 27 novembre 1995      | T. Kobayashi                         |
| (18476) 1995 WR7       | 1995 WR7               | 27 novembre 1995      | T. Kobayashi                         |
| (18477) 1995 WA11      | 1995 WA11              | 16 novembre 1995      | Spacewatch                           |
| (18478) 1995 WT15      | 1995 WT15              | 17 novembre 1995      | Spacewatch                           |
| (18479) 1995 XR        | 1995 XR                | 12 décembre 1995      | T. Kobayashi                         |
| (18480) 1995 YB        | 1995 YB                | 17 décembre 1995      | T. Kobayashi                         |
| (18481) 1995 YH        | 1995 YH                | 17 décembre 1995      | T. Kobayashi                         |
| (18482) 1995 YO        | 1995 YO                | 19 décembre 1995      | T. Kobayashi                         |
| (18483) 1995 YY2       | 1995 YY2               | 26 décembre 1995      | T. Kobayashi                         |
| (18484) 1995 YB3       | 1995 YB3               | 27 décembre 1995      | NEAT                                 |
| (18485) 1996 AB        | 1996 AB                | 1er janvier 1996      | T. Kobayashi                         |
| (18486) 1996 AS2       | 1996 AS2               | 13 janvier 1996       | T. Kobayashi                         |
| (18487) 1996 AU3       | 1996 AU3               | 13 janvier 1996       | S. Ueda, H. Kaneda                   |
| (18488) 1996 AY3       | 1996 AY3               | 13 janvier 1996       | N. Sato, T. Urata                    |
| (18489) 1996 BV2       | 1996 BV2               | 26 janvier 1996       | F. Uto                               |
| (18490) 1996 BG17      | 1996 BG17              | 24 janvier 1996       | LINEAR                               |
| (18491) 1996 DP2       | 1996 DP2               | 23 février 1996       | T. Kobayashi                         |
| (18492) 1996 GS2       | 1996 GS2               | 8 avril 1996          | Beijing Schmidt CCD Asteroid Program |
| (18493) Démoléon       | 1996 HV9               | 17 avril 1996         | E. W. Elst                           |
| (18494) 1996 HH10      | 1996 HH10              | 17 avril 1996         | E. W. Elst                           |
| (18495) 1996 HH24      | 1996 HH24              | 20 avril 1996         | E. W. Elst                           |
| (18496) 1996 JN1       | 1996 JN1               | 9 mai 1996            | R. H. McNaught                       |
| (18497) Nevězice       | 1996 LK1               | 11 juin 1996          | M. Tichý, Z. Moravec                 |
| (18498) Cesaro         | 1996 MN                | 22 juin 1996          | P. G. Comba                          |
| (18499) Showalter      | 1996 MR                | 22 juin 1996          | NEAT                                 |
| (18500) 1996 NX3       | 1996 NX3               | 14 juillet 1996       | E. W. Elst                           |

## 18501-18600
| Nom                     | Désignation provisoire | Date de la découverte | Découvreur                                           |
| ----------------------- | ---------------------- | --------------------- | ---------------------------------------------------- |
| (18501) Luria           | 1996 OB                | 16 juillet 1996       | Farra d'Isonzo                                       |
| (18502) 1996 PK1        | 1996 PK1               | 11 août 1996          | G. R. Viscome                                        |
| (18503) 1996 PY4        | 1996 PY4               | 15 août 1996          | NEAT                                                 |
| (18504) 1996 PB5        | 1996 PB5               | 15 août 1996          | NEAT                                                 |
| (18505) Caravelli       | 1996 PG5               | 9 août 1996           | Osservatorio San Vittore                             |
| (18506) 1996 PY6        | 1996 PY6               | 15 août 1996          | R. H. McNaught, J. B. Child                          |
| (18507) 1996 QM1        | 1996 QM1               | 18 août 1996          | K. A. Williams                                       |
| (18508) 1996 RJ2        | 1996 RJ2               | 8 septembre 1996      | NEAT                                                 |
| (18509) Bellini         | 1996 RB4               | 14 septembre 1996     | V. S. Casulli                                        |
| (18510) Chasles         | 1996 SN                | 16 septembre 1996     | P. G. Comba                                          |
| (18511) 1996 SH4        | 1996 SH4               | 19 septembre 1996     | Beijing Schmidt CCD Asteroid Program                 |
| (18512) 1996 SO7        | 1996 SO7               | 17 septembre 1996     | S. Otomo                                             |
| (18513) 1996 TS5        | 1996 TS5               | 7 octobre 1996        | T. B. Spahr                                          |
| (18514) 1996 TE11       | 1996 TE11              | 14 octobre 1996       | R. H. McNaught                                       |
| (18515) 1996 TL14       | 1996 TL14              | 9 octobre 1996        | S. Ueda, H. Kaneda                                   |
| (18516) 1996 TL29       | 1996 TL29              | 7 octobre 1996        | Spacewatch                                           |
| (18517) 1996 VG2        | 1996 VG2               | 6 novembre 1996       | T. Kobayashi                                         |
| (18518) 1996 VT3        | 1996 VT3               | 2 novembre 1996       | Beijing Schmidt CCD Asteroid Program                 |
| (18519) 1996 VH4        | 1996 VH4               | 8 novembre 1996       | Beijing Schmidt CCD Asteroid Program                 |
| (18520) Wolfratshausen  | 1996 VK4               | 6 novembre 1996       | N. Sato                                              |
| (18521) 1996 VV5        | 1996 VV5               | 14 novembre 1996      | T. Kobayashi                                         |
| (18522) 1996 VA6        | 1996 VA6               | 15 novembre 1996      | T. Kobayashi                                         |
| (18523) 1996 VA7        | 1996 VA7               | 2 novembre 1996       | Beijing Schmidt CCD Asteroid Program                 |
| (18524) Tagatoshihiro   | 1996 VE8               | 6 novembre 1996       | K. Endate, K. Watanabe                               |
| (18525) 1996 VO8        | 1996 VO8               | 7 novembre 1996       | S. Ueda, H. Kaneda                                   |
| (18526) 1996 VB30       | 1996 VB30              | 7 novembre 1996       | S. Ueda, H. Kaneda                                   |
| (18527) 1996 VJ30       | 1996 VJ30              | 7 novembre 1996       | S. Ueda, H. Kaneda                                   |
| (18528) 1996 VX30       | 1996 VX30              | 2 novembre 1996       | Beijing Schmidt CCD Asteroid Program                 |
| (18529) 1996 WK3        | 1996 WK3               | 28 novembre 1996      | Beijing Schmidt CCD Asteroid Program                 |
| (18530) 1996 XS1        | 1996 XS1               | 2 décembre 1996       | T. Kobayashi                                         |
| (18531) Strakonice      | 1996 XM2               | 4 décembre 1996       | M. Tichý, Z. Moravec                                 |
| (18532) 1996 XW2        | 1996 XW2               | 3 décembre 1996       | T. Kobayashi                                         |
| (18533) 1996 XJ6        | 1996 XJ6               | 3 décembre 1996       | Y. Shimizu, T. Urata                                 |
| (18534) 1996 XE12       | 1996 XE12              | 4 décembre 1996       | Spacewatch                                           |
| (18535) 1996 XQ13       | 1996 XQ13              | 9 décembre 1996       | Kleť                                                 |
| (18536) 1996 XN15       | 1996 XN15              | 10 décembre 1996      | Beijing Schmidt CCD Asteroid Program                 |
| (18537) 1996 XH18       | 1996 XH18              | 7 décembre 1996       | Spacewatch                                           |
| (18538) 1996 XY18       | 1996 XY18              | 6 décembre 1996       | Y. Shimizu, T. Urata                                 |
| (18539) 1996 XX30       | 1996 XX30              | 14 décembre 1996      | T. Kobayashi                                         |
| (18540) 1996 XK31       | 1996 XK31              | 14 décembre 1996      | T. Kobayashi                                         |
| (18541) 1996 YA1        | 1996 YA1               | 20 décembre 1996      | T. Kobayashi                                         |
| (18542) Broglio         | 1996 YP3               | 29 décembre 1996      | A. Testa, F. Manca                                   |
| (18543) 1997 AE         | 1997 AE                | 2 janvier 1997        | T. Kobayashi                                         |
| (18544) 1997 AA2        | 1997 AA2               | 3 janvier 1997        | T. Kobayashi                                         |
| (18545) 1997 AO2        | 1997 AO2               | 3 janvier 1997        | T. Kobayashi                                         |
| (18546) 1997 AP4        | 1997 AP4               | 6 janvier 1997        | T. Kobayashi                                         |
| (18547) 1997 AU5        | 1997 AU5               | 7 janvier 1997        | T. Kobayashi                                         |
| (18548) Christoffel     | 1997 AN12              | 10 janvier 1997       | P. G. Comba                                          |
| (18549) 1997 AD13       | 1997 AD13              | 11 janvier 1997       | T. Kobayashi                                         |
| (18550) Maoyisheng      | 1997 AN14              | 9 janvier 1997        | Beijing Schmidt CCD Asteroid Program                 |
| (18551) Bovet           | 1997 AQ17              | 13 janvier 1997       | Farra d'Isonzo                                       |
| (18552) 1997 AM21       | 1997 AM21              | 13 janvier 1997       | Y. Shimizu, T. Urata                                 |
| (18553) Kinkakuji       | 1997 AZ21              | 6 janvier 1997        | N. Sato                                              |
| (18554) 1997 BO1        | 1997 BO1               | 29 janvier 1997       | T. Kobayashi                                         |
| (18555) Courant         | 1997 CN4               | 4 février 1997        | P. G. Comba                                          |
| (18556) Battiato        | 1997 CC7               | 7 février 1997        | P. Sicoli, F. Manca                                  |
| (18557) 1997 CQ11       | 1997 CQ11              | 3 février 1997        | Spacewatch                                           |
| (18558) 1997 CO19       | 1997 CO19              | 6 février 1997        | T. Urata                                             |
| (18559) 1997 EN2        | 1997 EN2               | 4 mars 1997           | T. Kobayashi                                         |
| (18560) Coxeter         | 1997 EO7               | 7 mars 1997           | P. G. Comba                                          |
| (18561) Fengningding    | 1997 EY34              | 4 mars 1997           | LINEAR                                               |
| (18562) Ellenkey        | 1997 EK54              | 8 mars 1997           | E. W. Elst                                           |
| (18563) Danigoldman     | 1997 FC3               | 31 mars 1997          | LINEAR                                               |
| (18564) Caseyo          | 1997 GO6               | 2 avril 1997          | LINEAR                                               |
| (18565) Selg            | 1997 GP35              | 6 avril 1997          | LINEAR                                               |
| (18566) 1997 RS3        | 1997 RS3               | 1er septembre 1997    | ODAS                                                 |
| (18567) Segenthau       | 1997 SS4               | 27 septembre 1997     | Observatoire de Starkenburg (Reiner Michael Stoss †) |
| (18568) Thuillot        | 1997 TL2               | 3 octobre 1997        | ODAS                                                 |
| (18569) 1997 UC11       | 1997 UC11              | 26 octobre 1997       | T. Urata                                             |
| (18570) 1997 VB6        | 1997 VB6               | 9 novembre 1997       | T. Kobayashi                                         |
| (18571) 1997 WQ21       | 1997 WQ21              | 30 novembre 1997      | T. Kobayashi                                         |
| (18572) Rocher          | 1997 WQ22              | 28 novembre 1997      | ODAS                                                 |
| (18573) 1997 WM23       | 1997 WM23              | 28 novembre 1997      | ODAS                                                 |
| (18574) Jeansimon       | 1997 WO23              | 28 novembre 1997      | ODAS                                                 |
| (18575) 1997 WS31       | 1997 WS31              | 29 novembre 1997      | LINEAR                                               |
| (18576) 1997 WA42       | 1997 WA42              | 29 novembre 1997      | LINEAR                                               |
| (18577) 1997 XH         | 1997 XH                | 3 décembre 1997       | ODAS                                                 |
| (18578) 1997 XP         | 1997 XP                | 3 décembre 1997       | T. Kobayashi                                         |
| (18579) Duongtuyenvu    | 1997 XY6               | 5 décembre 1997       | ODAS                                                 |
| (18580) 1997 XN8        | 1997 XN8               | 7 décembre 1997       | ODAS                                                 |
| (18581) Batllo          | 1997 XV8               | 7 décembre 1997       | ODAS                                                 |
| (18582) 1997 XK9        | 1997 XK9               | 4 décembre 1997       | Beijing Schmidt CCD Asteroid Program                 |
| (18583) Francescopedani | 1997 XN10              | 7 décembre 1997       | A. Boattini, M. Tombelli                             |
| (18584) 1997 YB2        | 1997 YB2               | 21 décembre 1997      | T. Kobayashi                                         |
| (18585) 1997 YE2        | 1997 YE2               | 21 décembre 1997      | T. Kobayashi                                         |
| (18586) 1997 YD3        | 1997 YD3               | 24 décembre 1997      | T. Kobayashi                                         |
| (18587) 1997 YR5        | 1997 YR5               | 25 décembre 1997      | T. Kobayashi                                         |
| (18588) 1997 YO9        | 1997 YO9               | 25 décembre 1997      | NEAT                                                 |
| (18589) 1997 YL10       | 1997 YL10              | 28 décembre 1997      | T. Kobayashi                                         |
| (18590) 1997 YO10       | 1997 YO10              | 28 décembre 1997      | T. Kobayashi                                         |
| (18591) 1997 YT11       | 1997 YT11              | 30 décembre 1997      | T. Kobayashi                                         |
| (18592) 1997 YO18       | 1997 YO18              | 24 décembre 1997      | Beijing Schmidt CCD Asteroid Program                 |
| (18593) Wangzhongcheng  | 1998 AG11              | 5 janvier 1998        | Beijing Schmidt CCD Asteroid Program                 |
| (18594) 1998 BJ         | 1998 BJ                | 16 janvier 1998       | Y. Shimizu, T. Urata                                 |
| (18595) 1998 BR1        | 1998 BR1               | 19 janvier 1998       | T. Kobayashi                                         |
| (18596) Superbus        | 1998 BA4               | 21 janvier 1998       | V. S. Casulli                                        |
| (18597) 1998 BE8        | 1998 BE8               | 25 janvier 1998       | T. Kobayashi                                         |
| (18598) 1998 BH8        | 1998 BH8               | 25 janvier 1998       | T. Kobayashi                                         |
| (18599) 1998 BK8        | 1998 BK8               | 25 janvier 1998       | T. Kobayashi                                         |
| (18600) 1998 BK10       | 1998 BK10              | 24 janvier 1998       | F. B. Zoltowski                                      |

## 18601-18700
| Nom                      | Désignation provisoire | Date de la découverte | Découvreur                           |
| ------------------------ | ---------------------- | --------------------- | ------------------------------------ |
| (18601) Zafar            | 1998 BL11              | 23 janvier 1998       | LINEAR                               |
| (18602) Lagillespie      | 1998 BX12              | 23 janvier 1998       | LINEAR                               |
| (18603) 1998 BM25        | 1998 BM25              | 28 janvier 1998       | T. Kobayashi                         |
| (18604) 1998 BK26        | 1998 BK26              | 28 janvier 1998       | ODAS                                 |
| (18605) Jacqueslaskar    | 1998 BL26              | 28 janvier 1998       | ODAS                                 |
| (18606) 1998 BS33        | 1998 BS33              | 31 janvier 1998       | T. Kobayashi                         |
| (18607) 1998 BT33        | 1998 BT33              | 31 janvier 1998       | T. Kobayashi                         |
| (18608) 1998 BU45        | 1998 BU45              | 25 janvier 1998       | Spacewatch                           |
| (18609) Shinobuyama      | 1998 BN48              | 30 janvier 1998       | T. Seki                              |
| (18610) Arthurdent       | 1998 CC2               | 7 février 1998        | Starkenburg                          |
| (18611) Baudelaire       | 1998 CB3               | 6 février 1998        | E. W. Elst                           |
| (18612) 1998 CK3         | 1998 CK3               | 6 février 1998        | E. W. Elst                           |
| (18613) 1998 DR          | 1998 DR                | 19 février 1998       | Kleť                                 |
| (18614) 1998 DN2         | 1998 DN2               | 20 février 1998       | ODAS                                 |
| (18615) 1998 DJ5         | 1998 DJ5               | 22 février 1998       | NEAT                                 |
| (18616) 1998 DR5         | 1998 DR5               | 22 février 1998       | NEAT                                 |
| (18617) Puntel           | 1998 DY9               | 24 février 1998       | M. Bœuf                              |
| (18618) 1998 DD10        | 1998 DD10              | 22 février 1998       | NEAT                                 |
| (18619) 1998 DG10        | 1998 DG10              | 22 février 1998       | NEAT                                 |
| (18620) 1998 DS10        | 1998 DS10              | 24 février 1998       | NEAT                                 |
| (18621) 1998 DD12        | 1998 DD12              | 23 février 1998       | Spacewatch                           |
| (18622) 1998 DN13        | 1998 DN13              | 25 février 1998       | NEAT                                 |
| (18623) Pises            | 1998 DR13              | 27 février 1998       | Pises                                |
| (18624) Prévert          | 1998 DV13              | 27 février 1998       | ODAS                                 |
| (18625) 1998 DZ13        | 1998 DZ13              | 27 février 1998       | ODAS                                 |
| (18626) Michaelcarr      | 1998 DO23              | 27 février 1998       | ODAS                                 |
| (18627) Rogerbonnet      | 1998 DH33              | 27 février 1998       | U. Munari, M. Tombelli               |
| (18628) Taniasagrati     | 1998 DJ33              | 27 février 1998       | G. Forti, M. Tombelli                |
| (18629) 1998 DZ33        | 1998 DZ33              | 27 février 1998       | E. W. Elst                           |
| (18630) 1998 DT34        | 1998 DT34              | 27 février 1998       | E. W. Elst                           |
| (18631) Maurogherardini  | 1998 DQ35              | 27 février 1998       | A. Boattini, M. Tombelli             |
| (18632) Danielsson       | 1998 DN37              | 28 février 1998       | C.-I. Lagerkvist                     |
| (18633) 1998 EU          | 1998 EU                | 2 mars 1998           | ODAS                                 |
| (18634) Champigneulles   | 1998 EQ1               | 2 mars 1998           | ODAS                                 |
| (18635) Frouard          | 1998 EX1               | 2 mars 1998           | ODAS                                 |
| (18636) Villedepompey    | 1998 EF2               | 2 mars 1998           | ODAS                                 |
| (18637) Liverdun         | 1998 EJ2               | 2 mars 1998           | ODAS                                 |
| (18638) Nouet            | 1998 EP3               | 2 mars 1998           | ODAS                                 |
| (18639) Aoyunzhiyuanzhe  | 1998 ER8               | 5 mars 1998           | Beijing Schmidt CCD Asteroid Program |
| (18640) 1998 EF9         | 1998 EF9               | 7 mars 1998           | Beijing Schmidt CCD Asteroid Program |
| (18641) 1998 EG10        | 1998 EG10              | 6 mars 1998           | T. Kagawa                            |
| (18642) 1998 EF12        | 1998 EF12              | 1er mars 1998         | E. W. Elst                           |
| (18643) van Rysselberghe | 1998 EK12              | 1er mars 1998         | E. W. Elst                           |
| (18644) Arashiyama       | 1998 EX14              | 2 mars 1998           | T. Seki                              |
| (18645) 1998 EM19        | 1998 EM19              | 3 mars 1998           | E. W. Elst                           |
| (18646) 1998 ED21        | 1998 ED21              | 3 mars 1998           | E. W. Elst                           |
| (18647) Václavhübner     | 1998 FD2               | 21 mars 1998          | P. Pravec                            |
| (18648) 1998 FW9         | 1998 FW9               | 24 mars 1998          | ODAS                                 |
| (18649) Fabrega          | 1998 FU10              | 24 mars 1998          | ODAS                                 |
| (18650) 1998 FX10        | 1998 FX10              | 24 mars 1998          | ODAS                                 |
| (18651) 1998 FP11        | 1998 FP11              | 22 mars 1998          | Y. Shimizu, T. Urata                 |
| (18652) 1998 FD15        | 1998 FD15              | 21 mars 1998          | S. Ueda, H. Kaneda                   |
| (18653) Christagünt      | 1998 FW15              | 28 mars 1998          | Starkenburg (Jens Rothermel †)       |
| (18654) 1998 FR22        | 1998 FR22              | 20 mars 1998          | LINEAR                               |
| (18655) 1998 FS26        | 1998 FS26              | 20 mars 1998          | LINEAR                               |
| (18656) Mergler          | 1998 FW29              | 20 mars 1998          | LINEAR                               |
| (18657) 1998 FE30        | 1998 FE30              | 20 mars 1998          | LINEAR                               |
| (18658) Rajdev           | 1998 FX31              | 20 mars 1998          | LINEAR                               |
| (18659) Megangross       | 1998 FD33              | 20 mars 1998          | LINEAR                               |
| (18660) 1998 FL34        | 1998 FL34              | 20 mars 1998          | LINEAR                               |
| (18661) Zoccoli          | 1998 FT34              | 20 mars 1998          | LINEAR                               |
| (18662) Erinwhite        | 1998 FV42              | 20 mars 1998          | LINEAR                               |
| (18663) Lynnta           | 1998 FW42              | 20 mars 1998          | LINEAR                               |
| (18664) Rafaelta         | 1998 FA43              | 20 mars 1998          | LINEAR                               |
| (18665) Sheenahayes      | 1998 FK49              | 20 mars 1998          | LINEAR                               |
| (18666) 1998 FT53        | 1998 FT53              | 20 mars 1998          | LINEAR                               |
| (18667) 1998 FF62        | 1998 FF62              | 20 mars 1998          | LINEAR                               |
| (18668) Gottesman        | 1998 FU62              | 20 mars 1998          | LINEAR                               |
| (18669) Lalitpatel       | 1998 FP63              | 20 mars 1998          | LINEAR                               |
| (18670) Shantanugaur     | 1998 FM64              | 20 mars 1998          | LINEAR                               |
| (18671) Zacharyrice      | 1998 FX64              | 20 mars 1998          | LINEAR                               |
| (18672) Ashleyamini      | 1998 FY65              | 20 mars 1998          | LINEAR                               |
| (18673) 1998 FH66        | 1998 FH66              | 20 mars 1998          | LINEAR                               |
| (18674) 1998 FG69        | 1998 FG69              | 20 mars 1998          | LINEAR                               |
| (18675) Amiamini         | 1998 FJ70              | 20 mars 1998          | LINEAR                               |
| (18676) Zdeňkaplavcová   | 1998 FE73              | 30 mars 1998          | P. Pravec                            |
| (18677) 1998 FZ83        | 1998 FZ83              | 24 mars 1998          | LINEAR                               |
| (18678) 1998 FS85        | 1998 FS85              | 24 mars 1998          | LINEAR                               |
| (18679) Heatherenae      | 1998 FW102             | 31 mars 1998          | LINEAR                               |
| (18680) Weirather        | 1998 FS103             | 31 mars 1998          | LINEAR                               |
| (18681) Caseylipp        | 1998 FW103             | 31 mars 1998          | LINEAR                               |
| (18682) 1998 FH107       | 1998 FH107             | 31 mars 1998          | LINEAR                               |
| (18683) 1998 FB111       | 1998 FB111             | 31 mars 1998          | LINEAR                               |
| (18684) 1998 FW116       | 1998 FW116             | 31 mars 1998          | LINEAR                               |
| (18685) 1998 FL117       | 1998 FL117             | 31 mars 1998          | LINEAR                               |
| (18686) 1998 FZ119       | 1998 FZ119             | 20 mars 1998          | LINEAR                               |
| (18687) 1998 FA120       | 1998 FA120             | 20 mars 1998          | LINEAR                               |
| (18688) 1998 FA123       | 1998 FA123             | 20 mars 1998          | LINEAR                               |
| (18689) Rodrick          | 1998 FR124             | 24 mars 1998          | LINEAR                               |
| (18690) 1998 GB10        | 1998 GB10              | 2 avril 1998          | LINEAR                               |
| (18691) 1998 HE1         | 1998 HE1               | 17 avril 1998         | Beijing Schmidt CCD Asteroid Program |
| (18692) 1998 HJ14        | 1998 HJ14              | 22 avril 1998         | NEAT                                 |
| (18693) 1998 HS19        | 1998 HS19              | 29 avril 1998         | NEAT                                 |
| (18694) 1998 HQ24        | 1998 HQ24              | 23 avril 1998         | Observatoire de Višnjan              |
| (18695) 1998 HH27        | 1998 HH27              | 21 avril 1998         | Spacewatch                           |
| (18696) 1998 HB34        | 1998 HB34              | 20 avril 1998         | LINEAR                               |
| (18697) Kathanson        | 1998 HB39              | 20 avril 1998         | LINEAR                               |
| (18698) Racharles        | 1998 HX39              | 20 avril 1998         | LINEAR                               |
| (18699) Quigley          | 1998 HL45              | 20 avril 1998         | LINEAR                               |
| (18700) 1998 HK54        | 1998 HK54              | 21 avril 1998         | LINEAR                               |

## 18701-18800
| Nom                  | Désignation provisoire | Date de la découverte | Découvreur                           |
| -------------------- | ---------------------- | --------------------- | ------------------------------------ |
| (18701) 1998 HB57    | 1998 HB57              | 21 avril 1998         | LINEAR                               |
| (18702) Sadowski     | 1998 HG68              | 21 avril 1998         | LINEAR                               |
| (18703) 1998 HN68    | 1998 HN68              | 21 avril 1998         | LINEAR                               |
| (18704) Brychristian | 1998 HF87              | 21 avril 1998         | LINEAR                               |
| (18705) 1998 HX88    | 1998 HX88              | 21 avril 1998         | LINEAR                               |
| (18706) 1998 HV93    | 1998 HV93              | 21 avril 1998         | LINEAR                               |
| (18707) Annchi       | 1998 HO96              | 21 avril 1998         | LINEAR                               |
| (18708) Danielappel  | 1998 HT97              | 21 avril 1998         | LINEAR                               |
| (18709) Laurawong    | 1998 HE99              | 21 avril 1998         | LINEAR                               |
| (18710) 1998 HF100   | 1998 HF100             | 21 avril 1998         | LINEAR                               |
| (18711) 1998 HL100   | 1998 HL100             | 21 avril 1998         | LINEAR                               |
| (18712) 1998 HN108   | 1998 HN108             | 23 avril 1998         | LINEAR                               |
| (18713) 1998 HM114   | 1998 HM114             | 23 avril 1998         | LINEAR                               |
| (18714) 1998 HQ114   | 1998 HQ114             | 23 avril 1998         | LINEAR                               |
| (18715) 1998 HE121   | 1998 HE121             | 23 avril 1998         | LINEAR                               |
| (18716) 1998 HV121   | 1998 HV121             | 23 avril 1998         | LINEAR                               |
| (18717) 1998 HZ127   | 1998 HZ127             | 18 avril 1998         | LINEAR                               |
| (18718) 1998 HJ128   | 1998 HJ128             | 19 avril 1998         | LINEAR                               |
| (18719) 1998 HH138   | 1998 HH138             | 21 avril 1998         | LINEAR                               |
| (18720) Jerryguo     | 1998 HP145             | 21 avril 1998         | LINEAR                               |
| (18721) 1998 HC146   | 1998 HC146             | 21 avril 1998         | LINEAR                               |
| (18722) 1998 HF148   | 1998 HF148             | 25 avril 1998         | E. W. Elst                           |
| (18723) 1998 JO1     | 1998 JO1               | 1er mai 1998          | NEAT                                 |
| (18724) 1998 JV1     | 1998 JV1               | 1er mai 1998          | NEAT                                 |
| (18725) Atacama      | 1998 JL3               | 2 mai 1998            | ODAS                                 |
| (18726) 1998 KC2     | 1998 KC2               | 22 mai 1998           | LINEAR                               |
| (18727) Peacock      | 1998 KW3               | 22 mai 1998           | LONEOS                               |
| (18728) Grammier     | 1998 KZ3               | 22 mai 1998           | LONEOS                               |
| (18729) Potentino    | 1998 KJ4               | 22 mai 1998           | LONEOS                               |
| (18730) Wingip       | 1998 KV7               | 23 mai 1998           | LONEOS                               |
| (18731) Vilʹbakirov  | 1998 KW7               | 23 mai 1998           | LONEOS                               |
| (18732) 1998 KP19    | 1998 KP19              | 22 mai 1998           | LINEAR                               |
| (18733) 1998 KV31    | 1998 KV31              | 22 mai 1998           | LINEAR                               |
| (18734) Darboux      | 1998 MY1               | 20 juin 1998          | P. G. Comba                          |
| (18735) Chubko       | 1998 MH46              | 23 juin 1998          | LONEOS                               |
| (18736) 1998 NU      | 1998 NU                | 2 juillet 1998        | Spacewatch                           |
| (18737) Aliciaworley | 1998 QP79              | 24 août 1998          | LINEAR                               |
| (18738) 1998 SN22    | 1998 SN22              | 23 septembre 1998     | Observatoire de Višnjan              |
| (18739) Larryhu      | 1998 SH79              | 26 septembre 1998     | LINEAR                               |
| (18740) 1998 VH31    | 1998 VH31              | 14 novembre 1998      | T. Kobayashi                         |
| (18741) 1998 WB6     | 1998 WB6               | 18 novembre 1998      | S. Ueda, H. Kaneda                   |
| (18742) 1998 XX30    | 1998 XX30              | 14 décembre 1998      | LINEAR                               |
| (18743) 1998 YD5     | 1998 YD5               | 18 décembre 1998      | ODAS                                 |
| (18744) 1999 AU      | 1999 AU                | 7 janvier 1999        | T. Kobayashi                         |
| (18745) San Pedro    | 1999 BJ14              | 23 janvier 1999       | ODAS                                 |
| (18746) 1999 FT20    | 1999 FT20              | 19 mars 1999          | Spacewatch                           |
| (18747) Lexcen       | 1999 FN21              | 26 mars 1999          | J. Broughton                         |
| (18748) 1999 GV      | 1999 GV                | 5 avril 1999          | K. Korlević                          |
| (18749) Ayyubguliev  | 1999 GA8               | 9 avril 1999          | LONEOS                               |
| (18750) Leonidakimov | 1999 GA9               | 10 avril 1999         | LONEOS                               |
| (18751) Yualexandrov | 1999 GO9               | 15 avril 1999         | LONEOS                               |
| (18752) 1999 GZ16    | 1999 GZ16              | 15 avril 1999         | LINEAR                               |
| (18753) 1999 GE17    | 1999 GE17              | 15 avril 1999         | LINEAR                               |
| (18754) 1999 GL21    | 1999 GL21              | 15 avril 1999         | LINEAR                               |
| (18755) Meduna       | 1999 GS21              | 15 avril 1999         | LINEAR                               |
| (18756) 1999 GY34    | 1999 GY34              | 6 avril 1999          | LINEAR                               |
| (18757) 1999 HT      | 1999 HT                | 18 avril 1999         | F. B. Zoltowski                      |
| (18758) 1999 HD2     | 1999 HD2               | 19 avril 1999         | K. Korlević, M. Jurić                |
| (18759) 1999 HO2     | 1999 HO2               | 20 avril 1999         | P. R. Holvorcem                      |
| (18760) 1999 HY7     | 1999 HY7               | 19 avril 1999         | Spacewatch                           |
| (18761) 1999 HA8     | 1999 HA8               | 20 avril 1999         | Spacewatch                           |
| (18762) 1999 HC9     | 1999 HC9               | 17 avril 1999         | LINEAR                               |
| (18763) 1999 JV2     | 1999 JV2               | 8 mai 1999            | Beijing Schmidt CCD Asteroid Program |
| (18764) 1999 JA12    | 1999 JA12              | 13 mai 1999           | LINEAR                               |
| (18765) 1999 JN17    | 1999 JN17              | 14 mai 1999           | LINEAR                               |
| (18766) Broderick    | 1999 JA22              | 10 mai 1999           | LINEAR                               |
| (18767) 1999 JD22    | 1999 JD22              | 10 mai 1999           | LINEAR                               |
| (18768) Sarahbates   | 1999 JE22              | 10 mai 1999           | LINEAR                               |
| (18769) 1999 JS24    | 1999 JS24              | 10 mai 1999           | LINEAR                               |
| (18770) Yingqiuqilei | 1999 JN25              | 10 mai 1999           | LINEAR                               |
| (18771) Sisiliang    | 1999 JA26              | 10 mai 1999           | LINEAR                               |
| (18772) 1999 JR34    | 1999 JR34              | 10 mai 1999           | LINEAR                               |
| (18773) Bredehoft    | 1999 JY36              | 10 mai 1999           | LINEAR                               |
| (18774) Lavanture    | 1999 JT38              | 10 mai 1999           | LINEAR                               |
| (18775) Donaldeng    | 1999 JD39              | 10 mai 1999           | LINEAR                               |
| (18776) Coulter      | 1999 JP39              | 10 mai 1999           | LINEAR                               |
| (18777) Hobson       | 1999 JA41              | 10 mai 1999           | LINEAR                               |
| (18778) 1999 JW43    | 1999 JW43              | 10 mai 1999           | LINEAR                               |
| (18779) Hattyhong    | 1999 JN44              | 10 mai 1999           | LINEAR                               |
| (18780) Kuncham      | 1999 JY44              | 10 mai 1999           | LINEAR                               |
| (18781) Indaram      | 1999 JH45              | 10 mai 1999           | LINEAR                               |
| (18782) Joanrho      | 1999 JJ46              | 10 mai 1999           | LINEAR                               |
| (18783) Sychamberlin | 1999 JL47              | 10 mai 1999           | LINEAR                               |
| (18784) 1999 JS47    | 1999 JS47              | 10 mai 1999           | LINEAR                               |
| (18785) Betsywelsh   | 1999 JV48              | 10 mai 1999           | LINEAR                               |
| (18786) Tyjorgenson  | 1999 JS53              | 10 mai 1999           | LINEAR                               |
| (18787) Kathermann   | 1999 JV53              | 10 mai 1999           | LINEAR                               |
| (18788) Carriemiller | 1999 JX53              | 10 mai 1999           | LINEAR                               |
| (18789) Metzger      | 1999 JV56              | 10 mai 1999           | LINEAR                               |
| (18790) Ericaburden  | 1999 JG57              | 10 mai 1999           | LINEAR                               |
| (18791) 1999 JF58    | 1999 JF58              | 10 mai 1999           | LINEAR                               |
| (18792) 1999 JL60    | 1999 JL60              | 10 mai 1999           | LINEAR                               |
| (18793) 1999 JW60    | 1999 JW60              | 10 mai 1999           | LINEAR                               |
| (18794) Kianafrank   | 1999 JG62              | 10 mai 1999           | LINEAR                               |
| (18795) 1999 JT63    | 1999 JT63              | 10 mai 1999           | LINEAR                               |
| (18796) Acosta       | 1999 JH64              | 10 mai 1999           | LINEAR                               |
| (18797) 1999 JT64    | 1999 JT64              | 10 mai 1999           | LINEAR                               |
| (18798) 1999 JG65    | 1999 JG65              | 12 mai 1999           | LINEAR                               |
| (18799) 1999 JZ73    | 1999 JZ73              | 12 mai 1999           | LINEAR                               |
| (18800) Terresadodge | 1999 JL76              | 10 mai 1999           | LINEAR                               |

## 18801-18900
| Nom                   | Désignation provisoire | Date de la découverte | Découvreur                |
| --------------------- | ---------------------- | --------------------- | ------------------------- |
| (18801) Noelleoas     | 1999 JO76              | 10 mai 1999           | LINEAR                    |
| (18802) 1999 JR76     | 1999 JR76              | 10 mai 1999           | LINEAR                    |
| (18803) Hillaryoas    | 1999 JH77              | 12 mai 1999           | LINEAR                    |
| (18804) 1999 JS77     | 1999 JS77              | 12 mai 1999           | LINEAR                    |
| (18805) Kellyday      | 1999 JX77              | 12 mai 1999           | LINEAR                    |
| (18806) Zachpenn      | 1999 JX79              | 13 mai 1999           | LINEAR                    |
| (18807) 1999 JL85     | 1999 JL85              | 14 mai 1999           | LINEAR                    |
| (18808) 1999 JP85     | 1999 JP85              | 15 mai 1999           | LINEAR                    |
| (18809) Meileawertz   | 1999 JP86              | 12 mai 1999           | LINEAR                    |
| (18810) 1999 JF96     | 1999 JF96              | 12 mai 1999           | LINEAR                    |
| (18811) 1999 KJ1      | 1999 KJ1               | 18 mai 1999           | K. Korlević               |
| (18812) Aliadler      | 1999 KT13              | 18 mai 1999           | LINEAR                    |
| (18813) 1999 KH15     | 1999 KH15              | 20 mai 1999           | LINEAR                    |
| (18814) Ivanovsky     | 1999 KJ17              | 20 mai 1999           | LONEOS                    |
| (18815) 1999 LT8      | 1999 LT8               | 8 juin 1999           | LINEAR                    |
| (18816) 1999 LW25     | 1999 LW25              | 9 juin 1999           | LINEAR                    |
| (18817) 1999 LF32     | 1999 LF32              | 15 juin 1999          | Spacewatch                |
| (18818) Yasuhiko      | 1999 MB2               | 21 juin 1999          | T. Okuni                  |
| (18819) 1999 NK8      | 1999 NK8               | 13 juillet 1999       | LINEAR                    |
| (18820) 1999 NS9      | 1999 NS9               | 13 juillet 1999       | LINEAR                    |
| (18821) Markhavel     | 1999 NW9               | 13 juillet 1999       | LINEAR                    |
| (18822) 1999 NL19     | 1999 NL19              | 14 juillet 1999       | LINEAR                    |
| (18823) Zachozer      | 1999 NS20              | 14 juillet 1999       | LINEAR                    |
| (18824) Graves        | 1999 NF23              | 14 juillet 1999       | LINEAR                    |
| (18825) Alicechai     | 1999 NO23              | 14 juillet 1999       | LINEAR                    |
| (18826) Leifer        | 1999 NG24              | 14 juillet 1999       | LINEAR                    |
| (18827) 1999 NA26     | 1999 NA26              | 14 juillet 1999       | LINEAR                    |
| (18828) 1999 NT27     | 1999 NT27              | 14 juillet 1999       | LINEAR                    |
| (18829) 1999 NE30     | 1999 NE30              | 14 juillet 1999       | LINEAR                    |
| (18830) Pothier       | 1999 NZ35              | 14 juillet 1999       | LINEAR                    |
| (18831) 1999 NP37     | 1999 NP37              | 14 juillet 1999       | LINEAR                    |
| (18832) 1999 NV42     | 1999 NV42              | 14 juillet 1999       | LINEAR                    |
| (18833) 1999 NT53     | 1999 NT53              | 12 juillet 1999       | LINEAR                    |
| (18834) 1999 NN55     | 1999 NN55              | 12 juillet 1999       | LINEAR                    |
| (18835) 1999 NK56     | 1999 NK56              | 12 juillet 1999       | LINEAR                    |
| (18836) Raymundto     | 1999 NM62              | 13 juillet 1999       | LINEAR                    |
| (18837) 1999 NY62     | 1999 NY62              | 13 juillet 1999       | LINEAR                    |
| (18838) Shannon       | 1999 OQ                | 18 juillet 1999       | L. Šarounová, P. Kušnirák |
| (18839) Whiteley      | 1999 PG                | 5 août 1999           | J. Broughton              |
| (18840) Yoshioba      | 1999 PT4               | 8 août 1999           | T. Okuni                  |
| (18841) Hruška        | 1999 RL3               | 6 septembre 1999      | J. Tichá, M. Tichý        |
| (18842) 1999 RB22     | 1999 RB22              | 7 septembre 1999      | LINEAR                    |
| (18843) Ningzhou      | 1999 RK22              | 7 septembre 1999      | LINEAR                    |
| (18844) 1999 RU27     | 1999 RU27              | 8 septembre 1999      | K. Korlević               |
| (18845) Cichocki      | 1999 RY27              | 7 septembre 1999      | H. Mikuž                  |
| (18846) 1999 RB28     | 1999 RB28              | 8 septembre 1999      | Kleť                      |
| (18847) 1999 RJ32     | 1999 RJ32              | 9 septembre 1999      | K. Korlević               |
| (18848) 1999 RH41     | 1999 RH41              | 13 septembre 1999     | LINEAR                    |
| (18849) 1999 RK55     | 1999 RK55              | 7 septembre 1999      | LINEAR                    |
| (18850) 1999 RO81     | 1999 RO81              | 7 septembre 1999      | LINEAR                    |
| (18851) Winmesser     | 1999 RP84              | 7 septembre 1999      | LINEAR                    |
| (18852) 1999 RP91     | 1999 RP91              | 7 septembre 1999      | LINEAR                    |
| (18853) 1999 RO92     | 1999 RO92              | 7 septembre 1999      | LINEAR                    |
| (18854) 1999 RJ102    | 1999 RJ102             | 8 septembre 1999      | LINEAR                    |
| (18855) Sarahgutman   | 1999 RQ112             | 9 septembre 1999      | LINEAR                    |
| (18856) 1999 RT116    | 1999 RT116             | 9 septembre 1999      | LINEAR                    |
| (18857) Lalchandani   | 1999 RE117             | 9 septembre 1999      | LINEAR                    |
| (18858) Tecleveland   | 1999 RO117             | 9 septembre 1999      | LINEAR                    |
| (18859) 1999 RM130    | 1999 RM130             | 9 septembre 1999      | LINEAR                    |
| (18860) 1999 RL133    | 1999 RL133             | 9 septembre 1999      | LINEAR                    |
| (18861) Eugenishmidt  | 1999 RW166             | 9 septembre 1999      | LINEAR                    |
| (18862) Warot         | 1999 RE183             | 9 septembre 1999      | LINEAR                    |
| (18863) 1999 RC191    | 1999 RC191             | 11 septembre 1999     | LINEAR                    |
| (18864) 1999 RQ195    | 1999 RQ195             | 8 septembre 1999      | LINEAR                    |
| (18865) 1999 RQ204    | 1999 RQ204             | 8 septembre 1999      | LINEAR                    |
| (18866) 1999 RA208    | 1999 RA208             | 8 septembre 1999      | LINEAR                    |
| (18867) 1999 RX223    | 1999 RX223             | 7 septembre 1999      | CSS                       |
| (18868) 1999 TD101    | 1999 TD101             | 2 octobre 1999        | LINEAR                    |
| (18869) 1999 TU222    | 1999 TU222             | 2 octobre 1999        | LINEAR                    |
| (18870) 1999 US13     | 1999 US13              | 29 octobre 1999       | CSS                       |
| (18871) Grauer        | 1999 VQ12              | 11 novembre 1999      | C. W. Juels               |
| (18872) Tammann       | 1999 VR20              | 8 novembre 1999       | S. Sposetti               |
| (18873) Larryrobinson | 1999 VJ22              | 13 novembre 1999      | M. Abraham, G. Fedon      |
| (18874) Raoulbehrend  | 1999 VZ22              | 8 novembre 1999       | S. Sposetti               |
| (18875) 1999 VT39     | 1999 VT39              | 11 novembre 1999      | Spacewatch                |
| (18876) Sooner        | 1999 XM                | 2 décembre 1999       | J. M. Roe                 |
| (18877) Stevendodds   | 1999 XP7               | 4 décembre 1999       | C. W. Juels               |
| (18878) 1999 XD118    | 1999 XD118             | 5 décembre 1999       | CSS                       |
| (18879) 1999 XJ143    | 1999 XJ143             | 15 décembre 1999      | C. W. Juels               |
| (18880) Toddblumberg  | 1999 XM166             | 10 décembre 1999      | LINEAR                    |
| (18881) 1999 XL195    | 1999 XL195             | 12 décembre 1999      | LINEAR                    |
| (18882) 1999 YN4      | 1999 YN4               | 28 décembre 1999      | LINEAR                    |
| (18883) Domegge       | 1999 YT8               | 31 décembre 1999      | M. Abraham, G. Fedon      |
| (18884) 1999 YE9      | 1999 YE9               | 30 décembre 1999      | K. Korlević               |
| (18885) 2000 AH80     | 2000 AH80              | 5 janvier 2000        | LINEAR                    |
| (18886) 2000 AN164    | 2000 AN164             | 5 janvier 2000        | LINEAR                    |
| (18887) Yiliuchen     | 2000 AP181             | 7 janvier 2000        | LINEAR                    |
| (18888) 2000 AV246    | 2000 AV246             | 7 janvier 2000        | Spacewatch                |
| (18889) 2000 CC28     | 2000 CC28              | 8 février 2000        | LINEAR                    |
| (18890) 2000 EV26     | 2000 EV26              | 9 mars 2000           | LINEAR                    |
| (18891) Kamler        | 2000 EF40              | 8 mars 2000           | LINEAR                    |
| (18892) 2000 ET137    | 2000 ET137             | 9 mars 2000           | LINEAR                    |
| (18893) 2000 GH1      | 2000 GH1               | 2 avril 2000          | Starkenburg               |
| (18894) 2000 GF42     | 2000 GF42              | 5 avril 2000          | LINEAR                    |
| (18895) 2000 GJ108    | 2000 GJ108             | 7 avril 2000          | LINEAR                    |
| (18896) 2000 GN113    | 2000 GN113             | 6 avril 2000          | LINEAR                    |
| (18897) 2000 HG30     | 2000 HG30              | 28 avril 2000         | LINEAR                    |
| (18898) 2000 JX       | 2000 JX                | 1er mai 2000          | LINEAR                    |
| (18899) 2000 JQ2      | 2000 JQ2               | 3 mai 2000            | K. Korlević               |
| (18900) 2000 LD12     | 2000 LD12              | 4 juin 2000           | LINEAR                    |

## 18901-19000
| Nom                  | Désignation provisoire | Date de la découverte | Découvreur                   |
| -------------------- | ---------------------- | --------------------- | ---------------------------- |
| (18901) 2000 MR5     | 2000 MR5               | 24 juin 2000          | LINEAR                       |
| (18902) 2000 NN5     | 2000 NN5               | 7 juillet 2000        | LINEAR                       |
| (18903) Matsuura     | 2000 ND29              | 10 juillet 2000       | K. Watanabe                  |
| (18904) 2000 OY8     | 2000 OY8               | 31 juillet 2000       | LINEAR                       |
| (18905) Weigan       | 2000 OF10              | 23 juillet 2000       | LINEAR                       |
| (18906) 2000 OJ19    | 2000 OJ19              | 29 juillet 2000       | LINEAR                       |
| (18907) Kevinclaytor | 2000 OW20              | 31 juillet 2000       | LINEAR                       |
| (18908) 2000 OC21    | 2000 OC21              | 31 juillet 2000       | LINEAR                       |
| (18909) 2000 OE21    | 2000 OE21              | 31 juillet 2000       | LINEAR                       |
| (18910) Nolanreis    | 2000 OR22              | 31 juillet 2000       | LINEAR                       |
| (18911) 2000 OY31    | 2000 OY31              | 30 juillet 2000       | LINEAR                       |
| (18912) Kayfurman    | 2000 OM32              | 30 juillet 2000       | LINEAR                       |
| (18913) 2000 OU32    | 2000 OU32              | 30 juillet 2000       | LINEAR                       |
| (18914) 2000 OT35    | 2000 OT35              | 31 juillet 2000       | LINEAR                       |
| (18915) 2000 OR38    | 2000 OR38              | 30 juillet 2000       | LINEAR                       |
| (18916) 2000 OG44    | 2000 OG44              | 30 juillet 2000       | LINEAR                       |
| (18917) 2000 OG48    | 2000 OG48              | 31 juillet 2000       | LINEAR                       |
| (18918) Nishashah    | 2000 OB50              | 31 juillet 2000       | LINEAR                       |
| (18919) 2000 OJ52    | 2000 OJ52              | 31 juillet 2000       | LINEAR                       |
| (18920) 2000 OU52    | 2000 OU52              | 31 juillet 2000       | LINEAR                       |
| (18921) 2000 PT7     | 2000 PT7               | 2 août 2000           | LINEAR                       |
| (18922) 2000 PU12    | 2000 PU12              | 8 août 2000           | LINEAR                       |
| (18923) Jennifersass | 2000 PC23              | 2 août 2000           | LINEAR                       |
| (18924) Vinjamoori   | 2000 PV24              | 3 août 2000           | LINEAR                       |
| (18925) 2000 PY25    | 2000 PY25              | 4 août 2000           | NEAT                         |
| (18926) 2000 PO26    | 2000 PO26              | 5 août 2000           | NEAT                         |
| (18927) 2000 PQ26    | 2000 PQ26              | 5 août 2000           | NEAT                         |
| (18928) Pontremoli   | 2000 QH9               | 25 août 2000          | Observatoire du Mont Viseggi |
| (18929) 2000 QU25    | 2000 QU25              | 26 août 2000          | LINEAR                       |
| (18930) Athreya      | 2000 QW27              | 24 août 2000          | LINEAR                       |
| (18931) 2000 QX31    | 2000 QX31              | 26 août 2000          | LINEAR                       |
| (18932) Robinhood    | 2000 QH35              | 28 août 2000          | J. Broughton                 |
| (18933) 2000 QW36    | 2000 QW36              | 24 août 2000          | LINEAR                       |
| (18934) 2000 QY36    | 2000 QY36              | 24 août 2000          | LINEAR                       |
| (18935) Alfandmedina | 2000 QE37              | 24 août 2000          | LINEAR                       |
| (18936) 2000 QA42    | 2000 QA42              | 24 août 2000          | LINEAR                       |
| (18937) 2000 QF42    | 2000 QF42              | 24 août 2000          | LINEAR                       |
| (18938) Zarabeth     | 2000 QU44              | 24 août 2000          | LINEAR                       |
| (18939) Sariancel    | 2000 QZ48              | 24 août 2000          | LINEAR                       |
| (18940) 2000 QV49    | 2000 QV49              | 24 août 2000          | LINEAR                       |
| (18941) 2000 QX50    | 2000 QX50              | 24 août 2000          | LINEAR                       |
| (18942) 2000 QE54    | 2000 QE54              | 25 août 2000          | LINEAR                       |
| (18943) Elaisponton  | 2000 QA55              | 25 août 2000          | LINEAR                       |
| (18944) Sawilliams   | 2000 QG61              | 28 août 2000          | LINEAR                       |
| (18945) 2000 QH71    | 2000 QH71              | 24 août 2000          | LINEAR                       |
| (18946) Massar       | 2000 QM75              | 24 août 2000          | LINEAR                       |
| (18947) Cindyfulton  | 2000 QV76              | 24 août 2000          | LINEAR                       |
| (18948) Hinkle       | 2000 QT79              | 24 août 2000          | LINEAR                       |
| (18949) Tumaneng     | 2000 QX85              | 25 août 2000          | LINEAR                       |
| (18950) Marakessler  | 2000 QX95              | 26 août 2000          | LINEAR                       |
| (18951) 2000 QQ98    | 2000 QQ98              | 28 août 2000          | LINEAR                       |
| (18952) 2000 QF105   | 2000 QF105             | 28 août 2000          | LINEAR                       |
| (18953) Laurensmith  | 2000 QR114             | 24 août 2000          | LINEAR                       |
| (18954) Sarahbounds  | 2000 QT119             | 25 août 2000          | LINEAR                       |
| (18955) 2000 QY122   | 2000 QY122             | 25 août 2000          | LINEAR                       |
| (18956) Jessicarnold | 2000 QK126             | 31 août 2000          | LINEAR                       |
| (18957) Mijacobsen   | 2000 QE128             | 24 août 2000          | LINEAR                       |
| (18958) 2000 QL128   | 2000 QL128             | 24 août 2000          | LINEAR                       |
| (18959) 2000 QG129   | 2000 QG129             | 31 août 2000          | LINEAR                       |
| (18960) 2000 QE130   | 2000 QE130             | 31 août 2000          | LINEAR                       |
| (18961) Hampfreeman  | 2000 QR140             | 31 août 2000          | LINEAR                       |
| (18962) 2000 QV140   | 2000 QV140             | 31 août 2000          | LINEAR                       |
| (18963) 2000 QB141   | 2000 QB141             | 31 août 2000          | LINEAR                       |
| (18964) Fairhurst    | 2000 QJ142             | 31 août 2000          | LINEAR                       |
| (18965) Lazenby      | 2000 QR142             | 31 août 2000          | LINEAR                       |
| (18966) 2000 QO145   | 2000 QO145             | 31 août 2000          | LINEAR                       |
| (18967) 2000 QP151   | 2000 QP151             | 25 août 2000          | LINEAR                       |
| (18968) 2000 QX152   | 2000 QX152             | 29 août 2000          | LINEAR                       |
| (18969) Valfriedmann | 2000 QY152             | 29 août 2000          | LINEAR                       |
| (18970) Jenniharper  | 2000 QU168             | 31 août 2000          | LINEAR                       |
| (18971) 2000 QY177   | 2000 QY177             | 31 août 2000          | LINEAR                       |
| (18972) 2000 QD190   | 2000 QD190             | 26 août 2000          | LINEAR                       |
| (18973) Crouch       | 2000 QJ193             | 29 août 2000          | LINEAR                       |
| (18974) Brungardt    | 2000 QX195             | 28 août 2000          | LINEAR                       |
| (18975) 2000 QZ200   | 2000 QZ200             | 29 août 2000          | LINEAR                       |
| (18976) Kunilraval   | 2000 QH206             | 31 août 2000          | LINEAR                       |
| (18977) 2000 QK217   | 2000 QK217             | 31 août 2000          | LINEAR                       |
| (18978) 2000 QH232   | 2000 QH232             | 31 août 2000          | LINEAR                       |
| (18979) Henryfong    | 2000 RC2               | 1er septembre 2000    | LINEAR                       |
| (18980) Johannatang  | 2000 RY2               | 1er septembre 2000    | LINEAR                       |
| (18981) 2000 RT3     | 2000 RT3               | 1er septembre 2000    | LINEAR                       |
| (18982) 2000 RH5     | 2000 RH5               | 1er septembre 2000    | LINEAR                       |
| (18983) Allentran    | 2000 RG6               | 1er septembre 2000    | LINEAR                       |
| (18984) Olathe       | 2000 RA8               | 2 septembre 2000      | L. Robinson                  |
| (18985) 2000 RR21    | 2000 RR21              | 1er septembre 2000    | LINEAR                       |
| (18986) 2000 RF22    | 2000 RF22              | 1er septembre 2000    | LINEAR                       |
| (18987) Irani        | 2000 RU23              | 1er septembre 2000    | LINEAR                       |
| (18988) 2000 RB24    | 2000 RB24              | 1er septembre 2000    | LINEAR                       |
| (18989) 2000 RV26    | 2000 RV26              | 1er septembre 2000    | LINEAR                       |
| (18990) 2000 RW31    | 2000 RW31              | 1er septembre 2000    | LINEAR                       |
| (18991) Tonivanov    | 2000 RD35              | 1er septembre 2000    | LINEAR                       |
| (18992) Katharvard   | 2000 RK40              | 3 septembre 2000      | LINEAR                       |
| (18993) 2000 RB43    | 2000 RB43              | 3 septembre 2000      | LINEAR                       |
| (18994) Nhannguyen   | 2000 RO50              | 5 septembre 2000      | LINEAR                       |
| (18995) 2000 RF53    | 2000 RF53              | 5 septembre 2000      | K. Korlević                  |
| (18996) Torasan      | 2000 RR53              | 4 septembre 2000      | K. Watanabe                  |
| (18997) Mizrahi      | 2000 RG54              | 1er septembre 2000    | LINEAR                       |
| (18998) 2000 RH55    | 2000 RH55              | 3 septembre 2000      | LINEAR                       |
| (18999) 2000 RC60    | 2000 RC60              | 8 septembre 2000      | K. Korlević                  |
| (19000) 2000 RM60    | 2000 RM60              | 3 septembre 2000      | LINEAR                       |